# Lista de filmes com temática LGBT de 2019
Esta é uma lista de filmes que contém personagens e/ou temática lésbica, gay, bissexual, ou transgênera lançados em 2019.
| Título                                                                   | Direção                                       | País                                    | Gênero                          | Elenco | Anotações |
| ------------------------------------------------------------------------ | --------------------------------------------- | --------------------------------------- | ------------------------------- | --- | --- |
| #LoveOneAnother                                                          | Jake Hanson                                   | EUA                                     | Documentário                    | Jake Hanson | Sobre a crescente estatística de suicídio entre pessoas LGBT da comunidade mórmon                                                                                                   |
| 1 Versus 100                                                             | Bruno Kohfield-Galeano                        | EUA                                     | Mistério, Suspense              | Anna McClean, Nancy Nezbit, Charla Bocchicchio                                                                            | Uma dançarina exótica que foi expulsa de casa por ser lésbica descobre que seu pai morreu                                                                                           |
| 15 Years                                                                 | Yuval Hadadi                                  | Israel                                  | Drama                           | Oded Leopold, Udi Persi, Ruti Asarsai, Dan Mor                                                                            | Um homem não sabe o que fazer quando sua melhor amiga revela que está grávida e seu namorado de 15 anos também quer ter um filho                                                    |
| 377 Ab Normal                                                            | Faruk Kabir                                   | Índia                                   | Drama                           | Siddharth Makkar, Maanvi Gagroo, Tanvi Azmi, Mohammed Zeeshan Ayyub                                                       | Sobre cinco peticionários que desafiaram a seção 377 do Código Penal Indiano |
| 4 Cuerpos                                                                | Irene Navascués Cobo                          | Espanha                                 | Documentário                    | | Reflete sobre o impacto que o machismo, racismo, capacitismo, gordofobia, transfobia, e a heteronormatividade, deixaram nas vidas de 4 pessoas                                      |
| 5 minute                                                                 | Dan Chișu                                     | Romênia                                 | Drama                           | Mihai Calin, Diana Cavallioti, Emanuel Parvu, Ana Radu, Elvira Deatcu, Adrian Titieni                                     | Após protestos homofóbicos na seção de um filme LGBT, o líder da guarda presente tem que responder à críticas                                                                       |
| 50 Jahre nach Stonewall                                                  | André Schäfer                                 | Alemanha                                | Documentário                    | Carolin Emcke, Zazie De Paris, Klaus Wowereit, Claudia Roth, Rufus Wainwright, Til Schindler                              | Um olhar sobre a sociedade alemã 50 anos desde a Rebelião de Stonewall |
| 5B                                                                       | Paul Haggis, Dan Krauss                       | EUA                                     | Documentário                    | Alison Moed Paolercio, Cliff Morrison, David Denmark                                                                      | Sobre a primeira ala hospitalar exclusiva para pacientes soropositivos durante a crise da AIDS dos anos 80                                                                          |
| ¿A quién te llevarías a una isla desierta?                               | Jota Linares                                  | Espanha                                 | Comédia, Drama                  | Pol Monen, Jaime Lorente, Andrea Ros, María Pedraza, Beatriz Arjona, Abril Zamora                                         | trad. Quem Você Levaria para uma Ilha Deserta? |
| The Accompanist                                                          | Frederick Keeve                               | EUA                                     | Drama, Fantasia                 | Frederick Keeve, Ricky Palomino, Juliet Doherty, Angelle Brooks                                                           | Um homem de meia-idade trabalha como pianista para uma companhia de balé e se apaixona por um dos dançarinos                                                                        |
| L'Acrobate                                                               | Rodrigue Jean                                 | Canadá                                  | Drama                           | Sébastien Ricard, Yury Paulau                                                                                             | Dois homens se encontram em um prédio em construção desocupado durante uma tempestade e começam um tórrido relacionamento                                                           |
| Adam (آدم)                                                               | Maryam Touzani                                | Marrocos                                | Drama                           | Lubna Azabal, Nissrine Erradi, Douae Belkhaouda                                                                           | Uma grávida solteira é acolhida por uma viúva com uma filha pequena |
| Adam                                                                     | Rhys Ernst                                    | EUA                                     | Comédia                         | Nicholas Alexander, Bobbi Salvör Menuez , Leo Sheng                                                                       | trad. O Verão de Adam Baseado no romance homônimo de Ariel Schrag |
| Adan                                                                     | Roman Perez                                   | Filipinas                               | Erótico, Drama, Suspense        | Rhen Escaño, Cindy Miranda, Jeffrey Quizon, Raffy Tejada, Ruby Ruiz, Raul Morit                                           | Uma garota inocente tenta conseguir sua independência com a ajuda de sua melhor amiga                                                                                               |
| L’adieu à Moustafa                                                       | Philippe Vallois                              | França                                  | Drama                           | Nabil Moustaqil, Philippe Vallois, Juan Lazaro, Anne Le Quéau                                                             | Um ex-gigolô e uma jovem prostituta ilegal passam uma semana de férias juntos |
| L’Adieu à la nuit                                                        | André Téchiné                                 | França                                  | Drama                           | Catherine Deneuve, Oulaya Amamra, Kamel Labroudi, Kacey Mottet Klein, Stéphane Bak                                        | trad. Adeus à Noite Uma fazendeira recebe a visita de seu neto antes deste partir para o Canadá e descobre os segredos sombrios do jovem                                            |
| Los adoptantes                                                           | Daniel Gimelberg                              | México                                  | Comédia                         | Diego Gentile, Rafael Spregelburd, Marina Bellati, Valeria Lois                                                           | Um homem quer adotar um bebê, mas seu parceiro, que foi adotado, tem suas dúvidas                                                                                                   |
| A.E.S.O.P.                                                               | Catherine Mersereau                           | EUA                                     | Ficção Científica, Romance      | Nicole Coulon, Erin Michelle Conroy, Corinne Bachaud, Sadie Brook, Mark Daugherty                                         | Uma companhia cria uma pílula antienvelhecimento, e uma jovem descobre que a mulher que ama não pode tomá-la                                                                        |
| Agua agridulce                                                           | Jesús Canchola Sánchez                        | México, EUA                             | Drama                           | Jacqueline Blanca Bribiesca, Neyla Jaen, Denis Montes                                                                     | Um jovem de uma comunidade rural tradicional ama em segredo |
| Akin Ang Korona                                                          | Zig Madamba Dulay                             | Filipinas                               | Comédia                         | Nar Cabico, Phi Palmos, Aaron Rivera, Kiray Celis, Kirst Viray, Ruby Ruiz                                                 | Um garoto de uma pequena cidade aceita ser o aceita ser o assunto de um reality show para encontrar seu pai                                                                         |
| Al óleo                                                                  | Pablo Lavado                                  | Espanha                                 | Comédia                         | José Pastor, Chico García, Ceci Urbano, Jesús Moya, Sarah Benavente, Juan Antonio Hidalgo                                 | [ 20 ] |
| Alice Júnior                                                             | Gil Baroni                                    | Brasil                                  | Comédia, Romance                | Anne Celestino, Emmanuel Rosset, Surya Amitrano, Matheus Moura, Thaís Schier, Katia Horn                                  | Uma jovem youtuber trans se muda para uma cidade pequena com seu pai |
| All in My Family                                                         | Hao Wu                                        | EUA                                     | Documentário                    | | trad. Minhas Famílias Depois de começar uma família nos Estados Unidos com seu parceiro, um cineasta documenta o processo de aceitação entre sua família chinesa tradicional        |
| All Male, All Nude: Johnsons                                             | Gerald McCullouch                             | EUA                                     | Documentário                    | Matt Colunga, Sean Harding                                                                                                | Sobre o mundo dos strippers masculinos, sequência do filme All Male, All Nude de 2017                                                                                               |
| All We’ve Got                                                            | Alexis Clements                               | EUA                                     | Documentário                    | | Sobre a cultura, comunidade, e trabalho social de mulheres LGBT |
| Allah Loves Equality                                                     | Wajahat Abbas Kazmi                           | Itália                                  | Documentário                    | Ali Saleem, Sunny Khan, Khursand Bayar Ali, Ali Shakoor, Qasim Iqbal, Jannat Ali                                          | Mostra a situação de pessoas LGBT vivendo no Paquistão |
| Alone Together                                                           | Joshua Walquist                               | EUA                                     | Comédia, Drama                  | Thomas Young, Lily Clegg, Scout Stanford                                                                                  | Um universitário tenta reconquistar sua ex namorada, mas sua colega de quarto lésbica tenta frustrar seus planos                                                                    |
| Alpha                                                                    | Nasiruddin Yousuff                            | Bangladesh                              | Fantasia, Drama                 | Alamgir Kabir, Dilruba Hossain Doyel, Heera Chowdhury, A.T.M. Shamsuzzaman                                                | Um artista que vive em uma palafita sente ser uma pessoa andrógena |
| Ambiente Familiar                                                        | Torquato Joel                                 | Brasil                                  | Drama                           | Fagner Costa, Diógenes Duque, Alex Oliveira, Marcélia Cartaxo, Zezita de Matos, Soia Lira                                 | Três amigos vivem juntos e superam traumas através de sua união |
| Amor Fluido                                                              | André Zaady                                   | Brasil                                  | Drama                           | Tinho Torquato, Denni Ellin, Lazaro Silva                                                                                 | [ 28 ] |
| And Then We Danced                                                       | Levan Akin                                    | Geórgia, Suécia                         | Drama                           | Levan Gelbakhiani, Bachi Valishvili, Ana Javakishvili                                                                     | trad. E Então Nós Dançamos Um dançarino da tradicional de uma trupe nacional se apaixona por seu rival                                                                              |
| Andrej(A): The Documentary                                               | Eric Miclette                                 | EUA                                     | Documentário                    | Andreja Pejic | Sobre a modelo trans Andreja Pejic |
| Ang Tumuluo                                                              | Aldrich Rosano                                | Filipinas                               | Suspense                        | Megan Locsin, Mia France Franco, Milton Dionzon                                                                           | Uma mulher volta ao culto de qual fugiu para resgatar sua amante |
| Aos Nossos Filhos                                                        | Maria de Medeiros                             | Brasil, França                          | Drama                           | Marieta Severo, José de Abreu, Laura Castro, Cláudio Lins, Marta Nóbrega                                                  | O relacionamento entre uma ex-combatente da ditadura militar e sua filha, que espera seu primeiro filho com a esposa                                                                |
| The Archivettes                                                          | Megan Rossman                                 | EUA, Austrália                          | Documentário                    | Maxine Wolfe, Deborah Edel, Allison Elliott, Illaria Dana                                                                 | Sobre o Lesbian Herstory Archives, a maior coleção de materiais feitos por e sobre lésbicas do mundo                                                                                |
| Are You Proud?                                                           | Ashley Joiner                                 | Reino Unido                             | Documentário                    | Michael Cashman, George Montague, Lisa Power, Chris Smith, Peter Tatchell                                                 | Mostra campanhas históricas e ativismos recentes que celebram o movimento LGBT |
| As I Am                                                                  | Anthony Bawn                                  | EUA                                     | Romance, Drama, Fantasia        | Andre Myers, Jerimiyah Dunbar, Rodney Chester                                                                             | Um homem foge da verdade sobre sua infância |
| As If You Whisper (속삭이듯 해줘)                                        | Cha Jun ho                                    | Coreia do Sul                           | Romance, Drama                  | Kim Jin tae, Kim Soo ah                                                                                                   | Um cantor se apaixona por um de seus fã |
| As Long As I'm Famous                                                    | Bruce Reisman                                 | EUA                                     | Drama, Histórico                | Michael Paré, Tracy Nelson, David Chokachi, Eric Lutes, Aaron Fors, Amanda Grace Jenkins                                  | Presta homenagem à era de ouro de Hollywood através dos olhos de um jovem Sidney Lumet                                                                                              |
| Ask Any Buddy                                                            | Elizabeth Purchell                            | EUA                                     | Documentário                    | Peter Berlin, Rick Cassidy, Casey Donovan, Harvey Milk, Al Parker, Jack Wrangler                                          | Uma colagem de filmes eróticos das décadas de 60, 70, e 80 que mostram a vida urbana gay da época                                                                                   |
| Aşk, Büyü, vs                                                            | Ümit Ünal                                     | Turquia                                 | Drama                           | Ece Dizdar, Selen Uçer | Depois de serem separadas por 20 anos, duas mulheres que tinham um romance na juventude se reencontram                                                                              |
| Ask Dr. Ruth                                                             | Ryan White                                    | EUA                                     | Documentário                    | Ruth Westheimer | Sobre a Dra. Ruth Westheimer, uma sobrevivente do holocausto que se tornou a terapeuta sexual mais famosa do EUA                                                                    |
| Athlete: Ore ga Kare ni Oboreta Hibi (アスリート 〜俺が彼に溺れた日々〜) | Takamasa Ōe                                   | Japão                                   | Romance, Drama                  | Joe Nakamura, Yohdi Kondo, Yoshiaki Umegaki, Reina Tasaki, Fumihiko Nakamura, Rai Minamoto                                | Um ex-atleta prestes a se divorciar acaba no distrito gay de Tóquio e conhece um jovem que sonha em ser animador                                                                    |
| Autlo (Аутло)                                                            | Kseniya Ratushnaya                            | Rússia                                  | Drama                           | Viktor Tarasenko, Elizaveta Kashintseva, Evgeniy Okorokov, Gleb Kalyuzhny, Sergey Epishev, Vitaly Kudryavtsev             | Ambientado tanto na Moscou moderna quanto na URSS dos anos 80, segue um jovem gay tentando atrair a atenção do garoto mais popular da escola                                        |
| Baby Jane                                                                | Katja Gauriloff                               | Finlândia                               | Drama, Romance                  | Roosa Söderholm, Maria Ylipää, Nelly Kärkkäinen, Lauri Tilkanen, Niko Saarela                                             | Uma garota se muda para Helsinque e se apaixona por uma lésbica butch |
| Bacurau                                                                  | Kleber Mendonça Filho, Juliano Dornelles      | Brasil, França                          | Faroeste, Ficção Científica     | Sônia Braga, Udo Kier, Bárbara Colen, Thomás Aquino, Silvero Pereira, Karine Teles                                        | |
| Bad Education                                                            | Cory Finley                                   | EUA                                     | Crime, Drama                    | Hugh Jackman, Allison Janney, Geraldine Viswanathan, Alex Wolff, Rafael Casal, Ray Romano                                 | [ 44 ] |
| Baghdad in My Shadow                                                     | Samir                                         | Suíça, Alemanha, Reino Unido            | Drama, Suspense                 | Lachlan Nieboer, Daniel Adegboyega, Maxim Mehmet, Hazel O'Connor, Farid Elouardi                                          | Um escritor fracassado, uma esposa em fuga, e um especialista em TI se encontram em um café iraquiano em Londres                                                                    |
| Bajo mi piel morena                                                      | José Celestino Campusano                      | Argentina                               | Drama                           | Morena Yfrán, Maryanne Lettieri, Belén D’Andrea, Emma Serna, Julián Siliberto, Ana Luzarth                                | Uma mulher trans que vive com sua mãe idosa descobre que seu namorado é casado |
| Barn                                                                     | Dag Johan Haugerud                            | Noruega                                 | Drama                           | Henriette Steenstrup, Jan Gunnar Røise, Thorbjørn Harr, Brynjar Åbel Bandlien                                             | A filha de 13 anos de um político fere gravemente um colega e a diretora da escola não sabe o que fazer                                                                             |
| Bathroom Stalls & Parking Lots                                           | Thales Corrêa                                 | EUA                                     | Comédia                         | Thales Corrêa, Izzy Palazzini, Oscar Mansky                                                                               | Um homem brasileiro e seus amigos tentam achar um peguete em São Francisco |
| A Batalha de Shangri-lá                                                  | Severino Neto, Rafael de Carvalho             | Brasil                                  | Drama                           | Gustavo Machado, Maria Ceiça, Luciano Bortoluzzi                                                                          | Depois morte de seus pais adotivos, um jovem empresário procura sua mãe biológica e enfrenta os preconceitos contra sua sexualidade                                                 |
| Bate Coração                                                             | Glauber Filho                                 | Brasil                                  | Comédia, Drama                  | André Bankoff, Aramis Trindade                                                                                            | Um mulherengo preconceituoso recebe um transplante de coração de uma travesti recém-falecida                                                                                        |
| Be Happy!                                                                | Ventura Pons                                  | Espanha                                 | Musical                         | Billy Cullum, Gary Wilmot, Matthew White, Juha Sorola, Toni Vallès, Minnie Marx                                           | Uma história de amor complicada envolvendo um psiquiatra casado, um jovem inglês, e uma atriz francesa                                                                              |
| Be There                                                                 | Lotta Doll                                    | Alemanha                                | Drama                           | Zhenja Isaak, Rana Farahani, Robert Knorr, Neus Maria Botsmann, Bennasar Francesca                                        | Um arquiteto eremita crossdresser é forçado a enfrentar o mundo fora de sua casa no outback                                                                                         |
| Becoming Colleen                                                         | Ian W. Thomson                                | Austrália                               | Documentário                    | Colleen Young | Uma mulher trans começa sua transição de gênero aos 82 anos |
| Becoming Leslie                                                          | Tracy Frazier                                 | EUA                                     | Documentário                    | Leslie Cochran, Jonny Mars                                                                                                | Sobre um sem-teto crossdresser que se tornou um símbolo civil de Austin |
| Becoming Me                                                              | Martine De Biasi                              | Itália                                  | Documentário                    | Marian | Sobre a transição de gênero do ex da diretora |
| Before You Know It                                                       | Hannah Utt                                    | EUA                                     | Comédia                         | Jen Tullock, Hannah Utt, Oona Yaffe, Mandy Patinkin, Alec Baldwin, Mike Colter                                            | trad. Quando Você Menos Espera Uma família disfuncional e co-dependente luta para manter seu pequeno teatro comunitário em Nova Iorque                                              |
| Benjamin                                                                 | Ruslan Korostenskiy                           | Reino Unido, Rússia                     | Drama                           | Soso Mindadze, Ashot Svintar, Sofiko Balakvadze, Anta Suhisvili, Amar Tinjang                                             | Segue o relacionamento destrutivo entre dois homens, um deles um monge |
| La berceuse d’Elphie                                                     | Camille Delhommeau, Axel Rodriguez-Allibert   | França                                  | Drama, Romance                  | Camille Delhommeau, Axel Rodriguez-Allibert, Nourit Teboul, Franck Llopis, Pierre Raffy, Jonathan Jouclas                 | Um homem com um namorado se apaixona por sua nova colega de classe logo quando a heterossexualidade é descriminalizada                                                              |
| Berlin Based                                                             | Vincent Dieutre                               | França, Alemanha                        | Documentário                    | | Sobre a transformação de Berlim em um centro da cultura europeia na década de 2000                                                                                                  |
| Birds of the Borderlands                                                 | Jordan Bryon                                  | Austrália                               | Documentário                    | | Segue quatro pessoas árabes LGBT que arriscam seu lugar em suas famílias, comunidades, e países                                                                                     |
| Bit                                                                      | Brad Michael Elmore                           | EUA                                     | Comédia, Terror                 | Diana Hopper, Nicole Maines, Zolee Griggs, Friday Chamberlain, Char Diaz, James Paxton, Greg Hill                         | Uma adolescente trans vai para Los Angeles e entra para uma gangue de vampiras |
| Bliss                                                                    | Joe Begos                                     | EUA                                     | Terror                          | Dora Madison, Tru Collins, Rhys Wakefield, Jeremy Gardner, Graham Skipper                                                 | Uma artista sai em uma maratona de festas regadas à droga e ganha uma estranha sede por sangue                                                                                      |
| Bloodroot                                                                | Douglas Tirola                                | EUA                                     | Documentário                    | Noel Furie, Selma Miriam                                                                                                  | [ 62 ] |
| Der Boden unter den Füßen                                                | Marie Kreutzer                                | Áustria                                 | Drama                           | Valerie Pachner, Pia Hierzegger, Mavie Hörbiger, Michelle Barthel, Marc Benjamin, Axel Sichrovsky                         | Depois de um evento trágico, uma empresária é obrigada a aceitar a volta de sua irmã suicida na sua vida                                                                            |
| Bombshell                                                                | Jay Roach                                     | EUA                                     | Drama                           | Charlize Theron, Margot Robbie, Nicole Kidman, John Lithgow, Kate McKinnon, Connie Britton                                | |
| Bombay Rose                                                              | Gitanjali Rao                                 | Índia                                   | Animação, Drama, Romance        | Anurag Kashyap, Makrand Deshpande, Geetanjali Kulkarni, Shishir Sharma, Virendra Saxena, Amardeep Jha                     | [ 63 ] |
| Bonnie & Bonnie                                                          | Ali Hakim                                     | Alemanha                                | Romance, Drama, Crime           | Emma Drogunova, Sarah Mahita                                                                                              | Duas jovens de gangues rivais acabam se apaixonando |
| Booksmart                                                                | Olivia Wilde                                  | EUA                                     | Comédia                         | Kaitlyn Dever, Beanie Feldstein, Jessica Williams, Lisa Kudrow, Will Forte, Jason Sudeikis                                | |
| Borderline                                                               | Anna Alfieri                                  | Itália, Reino Unido                     | Drama, Romance                  | Anna Alfieri, Agathe Ferré, Faye Sewell, Ali Keane, Samanta Tamang                                                        | Procurando inspiração depois de ser deixada pela garota que amava, uma escritora sai em uma jornada pelo caminho da perdição                                                        |
| Born Beautiful                                                           | Percival M. Intalan                           | Filipinas                               | Comédia                         | Martin del Rosario, Paolo Ballesteros, Lou Veloso, Chai Fonacier, Kiko Matos, Akihiro Blanco                              | [ 66 ] |
| Born to Be                                                               | Tania Cypriano                                | EUA                                     | Documentário                    | Leiomy Maldonado, Mahogany Phillips, Jess Ting, Shawn Frederick Sr., Jordan Rubenstein, Cashmere                          | Sobre o primeiro centro hospitalar para cuidados e cirurgias de redesignação sexual                                                                                                 |
| The Boy Band Con: The Lou Pearlman Story                                 | Aaron Kunkel                                  | EUA                                     | Documentário                    | Lou Pearlman, Lance Bass, AJ McLean, Ashley Parker Angel, Chris Kirkpatrick, JC Chasez                                    | Sobre a vida e os golpes de Lou Pearlman, famoso empresário da boy band NSYNC |
| Braking for Whales                                                       | Sean McEwen                                   | EUA                                     | Comédia, Drama                  | Tammin Sursok, Tom Felton, Wendi McLendon-Covey, David Koechner, Austin Swift, Carrie Clifford                            | Depois de anos sem se ver, irmão e irmã devem cumprir o último pedido de sua mãe juntos ao colocar suas cinzas no corpo de uma baleia                                               |
| Breve historia del planeta verde                                         | Santiago Loza                                 | Argentina, Brasil, Alemanha, Espanha    | Ficção Científica, Aventura     | Romina Escobar, Paula Grinszpan, Luis Sodá                                                                                | Uma jovem trans descobre que sua avó estava cuidando de um alienígena e embarca em uma jornada para levar a criatura para onde foi encontrada                                       |
| Bully. Coward. Victim. The Story of Roy Cohn                             | Ivy Meeropol                                  | EUA                                     | Documentário                    | Tony Kushner, Nathan Lane, John Waters, Alan Dershowitz, Ivy Meeropol, Donald Trump                                       | Sobre o controvérso advogado e político Roy Cohn |
| Burn the House Down                                                      | Giselle Bailey, Nneka Onuorah                 | França                                  | Documentário                    | | Sobre a cultura do bailes e batalhas de vogue de Paris |
| Busy Inside (Людно внутри)                                               | Olga Lvova                                    | Rússia, EUA                             | Documentário                    | Karen Marshall | Segue uma mulher com transtorno dissociativo de identidade |
| Buzz                                                                     | Andrew Shea                                   | EUA                                     | Documentário                    | Buzz Bissinger, Caitlyn Jenner, James 'Boobie' Miles, Lisa Smith                                                          | O jornalista Buzz Bissinger experimenta um despertar sexual enquanto ajuda Caitlyn Jenner com sua biografia                                                                         |
| Capital Retour                                                           | Léo Bizeul                                    | França                                  | Documentário, Experimental      | Léo Bizeul, Lana Wachowski                                                                                                | [ 74 ] |
| The Capote Tapes                                                         | Ebs Burnough                                  | EUA, Reino Unido                        | Documentário                    | | Recém descobertas entrevistas com amigos do escritor americano Truman Capote |
| Carmilla                                                                 | Emily Harris                                  | Reino Unido                             | Romance, Terror                 | Hannah Rae, Devrim Lingnau, Jessica Raine, Tobias Menzies, Greg Wise, Lorna Gayle                                         | Baseado no romance homônimo de Sheridan Le Fanu |
| Carta Para Além dos Muros                                                | André Canto                                   | Brasil                                  | Documentário                    | Dráuzio Varella, Marina Person, Jorge Mautner, José Serra, Glória Maria, Valéria Petri                                    | |
| Changing the Game                                                        | Michael Barnett                               | EUA                                     | Documentário                    | Mack Beggs, Sarah Rose Huckman, Terry Miller                                                                              | Segue as vidas de três atletas trans adolescentes |
| Character One: Susan                                                     | Tim Lienhard                                  | Alemanha                                | Documentário                    | Absinthia Absolut, Susan Angelini, Christian Anhuth                                                                       | O retrato de uma glamourosa mulher viciada, psicótica, e de personalidade forte que é poliglota e só se sente segura perto de homens gays                                           |
| Cheer Danshi!! (チア男子!!)                                              | Hiroki Kazama                                 | Japão                                   | Drama                           | Ryusei Yokohama, Masaki Nakao, Toshiki Seto, Shogo Iwaya, Ken Sugawara, Daichi Kodaira                                    | Um grupo de universitários criam um time de animadores de torcida |
| Le choix d’Ali                                                           | Amor Hakkar                                   | França, Bélgica                         | Drama                           | Lukas Abdul Hussein, Yassine Benkhadda, Céline Chatelain, Sophia Chebchoub                                                | Um homem retorna à sua cidade natal para ver sua mãe doente depois de 2 anos em Paris com o namorado                                                                                |
| Cena za štěstí                                                           | Olga Dabrowská                                | República Checa                         | Drama                           | Ivana Chýlková, Jana Šulcová, Klára Pollertová, Jaroslav Plesl, Pavel Řezníček, Tomáš Hanák                               | Um casal lésbico cuidam de seus filhos em harmonia, mas a chegada de um homem de seu passado muda tudo                                                                              |
| Circus of Books                                                          | Rachel Manson                                 | EUA                                     | Documentário                    | Karen e Barry Mason | Sobre a histórica locadora de vídeo Circus of Books em Los Angeles, voltada para a pornografia gay e na ativa desde os anos 60                                                      |
| City of Trees                                                            | Alexandra Swarens                             | EUA                                     | Romance                         | Alexandra Swarens, Olivia Buckle, Joseph Miller                                                                           | Uma jovem retorna à sua cidade natal depois de anos e é forçada a lidar com sentimentos não resolvidos de seu passado                                                               |
| Clément, Alex et tous les autres                                         | Kuo Cheng-Chui                                | França                                  | Comédia, Romance, Drama         | Yannis Bougeard, David Mora, Carolina Jurczak, Chloé Berthier, Bellamine Abdelmalek, Nadine Alari                         | Dois homens gays procuram outro colega de quarto, que também deve ser gay |
| Clementine                                                               | Lara Gallagher                                | EUA                                     | Drama                           | Otmara Marrero, Sydney Sweeney, Will Brittain, Sonya Walger, Chase Offerle, Samuel Summer                                 | Uma mulher de coração partido se envolve com uma garota mais jovem depois de invadir a casa no lago de seu ex                                                                       |
| Club Internacional Aguerridos                                            | José Leandro Córdova Lucas                    | México                                  | Drama                           | Gabriela Acaso, Rodrigo Alcántara, Israel Almanza, Hilda Cruz Avila, Helena Puig, David Calderón                          | Um jovem rico começa a filmar um documentário sobre um gangue punk e acaba se apaixonando pelo líder                                                                                |
| Cohibernation                                                            | Brad Griffith, Matt Rose                      | EUA                                     | Documentário                    | | Examina relacionamentos entre gays ursos |
| Come Into Your Own                                                       | Andrew Guerrero                               | EUA                                     | Romance, Drama                  | Michel Chaires, Eri Araki, Laia Grimes, Andrew Guerrero                                                                   | Um jovem tenta aceitar sua sexualidade |
| Comets                                                                   | Tamar Shavgulidze                             | Geórgia                                 | Drama                           | Nino Kasradze, Ketevan Gegeshidze, Nina Mazodier, Mariam Iremashvili                                                      | Três décadas depois de se separarem, duas mulheres relembram do passado, e uma delas retorna à sua antiga comunidade                                                                |
| Con nombre de flor                                                       | Carina Sama                                   | Argentina                               | Documentário                    | Marlene Wayar | Um retrato e homenagem à Malva, mulher trans falecida aos 95 anos |
| Corazón negro                                                            | Juan Manuel Ribelli                           | Argentina                               | Comédia, Crime, Drama           | Naty Menstrual, Roxana Randon, Daniel Valenzuela                                                                          | Após a morte de sua mãe, uma travesti de meia-idade descobre um segredo de seu passado                                                                                              |
| Corporate Animals                                                        | Patrick Brice                                 | EUA                                     | Comédia, Terror                 | Demi Moore, Nasim Pedrad, Ed Helms, Karan Soni, Jessica Williams, Isiah Whitlock Jr.                                      | |
| Les Crevettes pailletées                                                 | Maxime Govare, Cédric Le Gallo                | França                                  | Comédia                         | Nicolas Gob, Alban Lenoir, Michaël Abiteboul, David Baïot, Romain Lancry, Roland Menou, Geoffrey Couët                    | Depois de fazer um comentário homofóbico, um campeão olímpico de natação é obrigado a treinar um time gay de polo aquático para competir nos Jogos Gays                             |
| Crisis Hotline                                                           | Mark Schwab                                   | EUA                                     | Suspense                        | Pano Tsaklas, Corey Jackson, August Browning, Mike Mizwicki, Mark Balunis                                                 | Um atendente de um centro LGBT de prevenção ao suicídio recebe a ligação de um jovem ameaçador                                                                                      |
| Croce e delizia                                                          | Simone Godano                                 | Itália                                  | Comédia                         | Fabrizio Bentivoglio, Alessandro Gassmann, Jasmine Trinca                                                                 | trad. Entre a Cruz e a Felicidade Duas famílias se misturam quando seus respectivos patriarcas decidem se casar                                                                     |
| CRSHD                                                                    | Emily Cohn                                    | EUA                                     | Comédia                         | Isabelle Barbier, Shelby Brunn, Deeksha Ketkar, Daniel Cramer, Raph Fineberg, L. H. González                              | Três amigas estão determinadas a perderem suas virginidades na última noite de seu primeiro ano na faculdade                                                                        |
| Crystal City                                                             | Terrence Crawford                             | EUA                                     | Documentário                    | David Fawcett | Sobre o aumento no número de viciados em metanfetamina na comunidade gay de Nova Iorque                                                                                             |
| Cubby                                                                    | Mark Blane, Ben Mankoff                       | EUA                                     | Comédia                         | Patricia Richardson, Lucy DeVito, Naian González Norvind, Matthew Shear                                                   | Um jovem artista gay arranja um trabalho como babá para sobreviver em Nova Iorque                                                                                                   |
| Darkroom - Tödliche Tropfen                                              | Rosa von Praunheim                            | Alemanha                                | Crime                           | Bozidar Kocevski, Heiner Bomhard, Katy Karrenbauer, Bardo Böhlefeld, Julia Blankenburg                                    | Um enfermeiro se muda com seu namorado em Berlim, e começa a experimentar com um perigoso veneno enquanto explora a vida noturna da cidade                                          |
| De nuevo otra vez                                                        | Romina Paula                                  | Argentina                               | Drama                           | Romina Paula, Mónica Rank, Ramón Cohen, Mariana Chaud, Pablo Sigal                                                        | Uma mulher retorna às suas origens para se redescobrir |
| La dea fortuna                                                           | Ferzan Ozpetek                                | Itália                                  | Drama                           | Jasmine Trinca, Stefano Accorsi, Loredana Cannata, Filippo Nigro, Edoardo Hendrik, Edoardo Leo                            | As vidas de dois homens juntos à 15 anos muda quando a amiga de um deles os deixa com a custódia de seus filhos                                                                     |
| Dead Don’t Die in Dallas                                                 | Israel Luna                                   | EUA                                     | Terror, Comédia                 | Willam Belli, Krystal Summers, Richard D. Curtin, Tom Zembrod, Adam Kitchen, Jenna Skyy                                   | Um grupo de gays são forçados à se juntarem a um grupo de conservadores para lutar contra zumbis                                                                                    |
| The Death of Dick Long                                                   | Daniel Scheinert                              | EUA                                     | Drama                           | Michael Abbott Jr., Virginia Newcomb, Andre Hyland, Sarah Baker, Jess Weixler, Poppy Cunningham                           | Dois amigos de uma pequena cidade do Alabama tentam esconder a morte de um terceiro                                                                                                 |
| Deux                                                                     | Filippo Meneghetti                            | França, Luxemburgo                      | Drama                           | Barbara Sukowa, Martine Chevallier, Léa Drucker, Jérôme Varanfrain, Denis Jousselin                                       | Duas mulheres aposentadas estão secretamente apaixonadas uma pela outra por décadas                                                                                                 |
| Delphine et Carole, insoumuses                                           | Callisto McNulty                              | França, Suíça                           | Documentário                    | Carole Roussopoulos, Delphine Seyrig, Chantal Akerman, Pierre Bellemare, Juliet Berto, Ellen Burstyn                      | Sobre a colaboração entre a cineasta Carole Roussopoulos e a atriz Delphine Seyrig                                                                                                  |
| Dew (ดิว ไปด้วยกันนะ)                                                       | Chookiat Sakveerakul                          | Tailândia                               | Romance, Drama                  | Sukollawat Kanarot, Yarinda Bunnag, Pawat Chittsawangdee, Sadanont, Durongkhaweroj                                        | Dois homens que se apaixonaram nos tempos da escola se reencontram depois de 23 anos                                                                                                |
| Los días particulares                                                    | Chucho E. Quintero                            | México                                  | Comédia, Drama                  | Gerardo Del Razo, Sofía Sylwin, Carlos Hendrick Huber                                                                     | Oito amigos se encontram em um chalé na floresta para comemorar sua formatura |
| Dicktatorship                                                            | Gustav Hofer, Luca Ragazzi                    | Itália                                  | Documentário                    | Cristina Zogmeister, Sveva Magaraggia, Mauro Martini, Fabrizia Peris, Rocco Siffredi                                      | trad. Dicktatorship: A Ditadura do Patriarcado Dois cineastas italianos investigam a conexão entre pênis, poder e política                                                          |
| La diosa del asfalto                                                     | Julián Hernández                              | México                                  | Drama                           | Ximena Romo, Nelly González, Alejandra Herrera, Raquel Robles, Jimena Mancilla, Paulina Goto                              | A vocalista de uma banda de rock retorna à periferia onde cresceu |
| A Dog Barking at the Moon (再见, 南屏晚钟)                               | Xiang Zi                                      | China                                   | Drama                           | Naren Hua, Wu Renyuan, Nan Ji, Thomas Fiquet                                                                              | Uma mulher descobre que seu marido é gay |
| Die Dohnal                                                               | Sabine Derflinger                             | Áustria                                 | Documentário                    | Annemarie Aufreiter, Johanna-Helen Dohnal, Ingrid Dohnal, Sonja Ablinger, Ferdinand Lacina, Elfe Semotan                  | Sobre a política lésbica Johanna Dohnal, primeira ministra pelas mulheres da Áustria                                                                                                |
| Dopamina                                                                 | Natalia Imery Almario                         | Colombia                                | Documentário                    | Ricardo Imery Valderrama, Gloria Almario Álvarez, Natalia Imery Almario, Enrica Colazzo Misciali                          | A diretora planeja sair do armário para seus pais ex-ativistas logo quando seu pai é diagnosticado com doença de Parkinson                                                          |
| Dor e Glória                                                             | Pedro Almodóvar                               | Espanha                                 | Drama                           | Antonio Banderas, Penelope Cruz, Leonardo Sbaraglia, Asier Etxeandia                                                      | |
| Double Income, Kids                                                      | Hendrik Schäfer                               | Israel, Alemanha, EUA                   | Documentário                    | | Segue um casal gay israelense esperando o nascimento de seus filhos por uma barriga de aluguel americana                                                                            |
| Downton Abbey                                                            | Michael Engler                                | Reino Unido                             | Histórico, Drama                | Hugh Bonneville, Jim Carter, Michelle Dockery, Elizabeth McGovern, Maggie Smith, Robert James-Collier                     | |
| Drag Kids                                                                | Megan Wennberg                                | Canadá                                  | Documentário                    | Queen Lactatia, Laddy GaGa, Suzan Bee Anthony, Bracken Hanke                                                              | Segue quatro crianças que se apresentaram em drag na Parada LGBT de Montreal |
| Drawn This Way                                                           | Charlie David                                 | Canadá                                  | Documentário                    | Cara Connors, Andrew Cheng                                                                                                | Sobre a homossexualidade em quadrinhos, animações, e videogames |
| Dylda (Дылда)                                                            | Kantemir Balagov                              | Rússia                                  | Drama, Histórico                | Viktoria Miroshnichenko, Vasilisa Perelygina, Konstantin Balakirev, Andrey Bykov                                          | Duas jovens tentam reconstruir suas vidas em Leningrado após a Segunda Guerra |
| Easy Love                                                                | Tamer Jandali                                 | Alemanha                                | Documentário                    | Stella Vivien Dhingra, Niclas Jüngermann, Sönke Andersen, Sophia Seidenfaden, Lenika Lukas, Pina Felizitas, Amelie Liebst | Uma mistura entre realidade e ficção, segue sete homens e mulheres de Colônia tentando achar o equilíbrio entre segurança emocional e satisfação sexual                             |
| Elisa & Marcela                                                          | Isabel Coixet                                 | Espanha                                 | Biográfico, Romance, Drama      | Natalia de Molina, Greta Fernández, Sara Casasnovas, Tamar Novas, María Pujalte, Francesc Orella, Lluís Homar             | Baseado no primeiro casamento entre pessoas do mesmo sexo na Espanha |
| Ending the Silence: Confronting Sexual Shame in the Church               | Aaron J. Christopher                          | EUA                                     | Documentário                    | Taj Ruler | Mostra a extensão do dano da demonização da sexualidade pela Igreja Católica |
| Entropic                                                                 | Robert W. Gray                                | Canadá                                  | Drama                           | Khalid Klein, Stephen Huszar, Christopher Jacot, Sabryn Rock, Christine Horne, Tommy James Murphy                         | Cansado de ser objetificado, o homem mais belo do mundo formula um plano para se livrar das atenções dos outros                                                                     |
| Les Épouvantails                                                         | Nouri Bouzid                                  | Tunísia, Marrocos, Luxemburgo           | Drama                           | Nour Hajri, Afef Ben Mahmoud, Sondos Belhassen, Joumene Limam, Mehdi Hajri, Fatima Ben Saïdane                            | [ 116 ] |
| Escort Boy                                                               | François Zabaleta                             | França                                  | Romance                         | Béatrice Champanier, Manon Chanal-Colas, Eric Flandry, Laurence Pouyanfar, Françoise Rico                                 | Para se vingar de sua esposa que o enganou, um homem começa a trabalhar para uma agência de acompanhantes                                                                           |
| Espero tua (re)volta                                                     | Eliza Capai                                   | Brasil                                  | Documentário                    | | Sobre o movimento estudantil que ganhou força em 2015 e ocupou escolas estaduais de todo o Brasil                                                                                   |
| Esta es mi cara                                                          | Angélica Cabezas Pino                         | Chile                                   | Documentário                    | | Um grupo de homens soropositivos decidem se abrir e falar sobre sua doença em uma sociedade que os estigmatiza                                                                      |
| Esto no es Berlin                                                        | Hari Sama                                     | México                                  | Drama                           | Ximena Romo, Mauro Sánchez Navarro, José Antonio Toledano, Xabiani Ponce de León, Fernando Álvarez Rebeil, Lumi Cavazos   | trad. Isto Não É Berlim Um adolescente que sente não se encaixar em sua vida é convidado a uma boate misteriosa e explora a vida noturna LGBT                                       |
| Estoy Feliz (Я счастлива)                                                | Nastia Korkia, Mila Nekrasova                 | Espanha, Rússia                         | Documentário                    | Mila Nekrasova | Uma mulher diagnosticada com câncer de boca procura um tratamento não convencional no Peru                                                                                          |
| L'étincelle: une histoire des luttes LGBT+                               | Benoît Masocco                                | França                                  | Documentário                    | Bertrand Delanoë, Robert Badinter, Dustin Lance Black, John Cameron Mitchell, Cleve Jones                                 | A história da luta LGBT desde os anos 60 até o presente |
| Eu, um Outro                                                             | Sílvia Godinho                                | Brasil, Reino Unido                     | Documentário, Drama             | Luca Scarpelli, Raul Capistrano, Thalles Rocha                                                                            | A jornada de três homens trans com objetivos diferentes |
| Eve N’God This Female is Not Yet Rated                                   | Cali Lili Hauser                              | EUA                                     | Drama, Fantasia                 | Wings Hauser, Cali Lili, Candace Burney                                                                                   | [ 123 ] |
| Everybody’s Everything                                                   | Sebastian Jones, Ramez Silyan                 | EUA                                     | Documentário                    | Lil Peep, Liza Womack, John Womack Jr., Lil Tracy, Post Malone, Ghostemane                                                | Sobre o falecido rapper Lil Peep |
| Exoria (εξορια)                                                          | Vasilis Mazomenos                             | Grécia                                  | Drama                           | Angeliki Karistinou, Stefanos Kakavoulis, Dimitris Siganos                                                                | Um homem tenta sobreviver como um estrangeiro em seu próprio país |
| Fabulous                                                                 | Audrey Jean-Baptiste                          | França                                  | Documentário                    | Lasseindra Ninja | A dançarina profissional trans Lasseindra Ninja retorna à Guiana Francesa para empoderar a comunidade LGBT local                                                                    |
| Fall Back Down                                                           | S.B. Edwards                                  | Canadá                                  | Comédia                         | Kira Clavell, Andrew Dunbar, Ginger Page, Jacky Lai, Paula Shaw, Omari Newton                                             | Um ex-ativista deprimido começa a trabalhar em uma sweatshop, onde ele e uma colega fazem uma descoberta perturbadora                                                               |
| False Belief                                                             | Lene Berg                                     | Noruega                                 | Documentário                    | Lene Berg | Em 2008, a diretora se mudou com sua parceira, uma editora negra de Nova Iorque. Agora elas lutam contra gentrificação em sua vizinhança                                            |
| Families Like Yours                                                      | Rodolfo Eduardo Moro                          | Argentina, EUA                          | Documentário                    | Denis O'Hare, Carla Baldwin, Ashley Behrens, Brandon Behrens, Chris Crespo, Diane Delap                                   | Segue as rotinas de seis famílias LGBT |
| Faz-me Companhia                                                         | Gonçalo Almeida                               | Portugal                                | Mistério                        | Cleia Almeida, Eunice Muñoz, Filipa Areosa                                                                                | Uma mulher planeja encontrar sua amante em uma casa alugada, onde estranhos acontecimentos podem mudar sua vida                                                                     |
| Felix in Wonderland                                                      | Marie Losier                                  | França, Alemanha                        | Documentário                    | Felix Kubin, Jac Berrocal, Simon Fravega, Jackie Raynal, Joana Preiss, Julien Graff                                       | Sobre o músico eletrônico alemão Felix Kubin |
| La Fiera y la Fiesta                                                     | Laura Amelia Guzman, Israel Cárdenas          | República Dominicana, Argentina, México | Drama                           | Geraldine Chaplin, Udo Kier, Luis Ospina, Jaime Pina, Jackie Ludueña Koslovitch, Pau Bertolini                            | trad. A Fera e a Festa Três amigos se reúnem em um fim de semana para terminar uma antiga filmagem, mas forças ocultas começam a ameaçá-los                                         |
| Um Filme de Verão                                                        | Jo Serfaty                                    | Brasil                                  | Documentário                    | Caio Neves, Karolayne Rabech, Junior Sousa, Ronaldo Lessa                                                                 | Quatro jovens das periferias do Rio de Janeiro enfrentam um verão de 40 graus durante as férias                                                                                     |
| Fim de Festa                                                             | Hilton Lacerda                                | Brasil                                  | Drama                           | Irandhir Santos, Hermila Guedes, Suzy Lopes, Gustavo Patriota, Leandro Villa, Safira Moreira                              | [ 132 ] |
| Fin de siglo                                                             | Lucio Castro                                  | Argentina                               | Romance, Drama                  | Juan Barberini, Ramon Pujol, Mía Maestro                                                                                  | trad. Fim de Século Dois homens se encontram em Barcelona e percebem que se conheceram 20 anos antes quando os dois estavam no armário                                              |
| Finding Bobbi                                                            | Scot Morison                                  | Canadá, EUA                             | Documentário                    | Bobbi Charlton, Michael Sharon, Bill Rauch, Tatiana Wechsler, Sue Saunders                                                | Sobre o retorno de uma atriz trans aos palcos depois de 23 anos |
| Fire Island                                                              | Mimi Spiwak Harris                            | EUA                                     | Romance                         | Carly Brooke, Stephen Ken Davis, Dan Folino, Amadeo Fusca                                                                 | Uma reimaginação de O Mágico de Oz ambientada na Fire Island |
| Fireflies (Jonaki Porua)                                                 | Prakash Deka                                  | Índia                                   | Drama                           | Pranami Bora, Banjamin Daimary                                                                                            | [ 136 ] |
| Fluidity                                                                 | Linda Yellen                                  | EUA                                     | Drama                           | Nico Tortorella, Tommy Dorfman, Isabella Farrell, Miles McMillan, Leyna Bloom, James Chen                                 | Sobre dez milênicos vivendo em Nova Iorque cujas vidas sexuais se intersectam |
| For They Know Not What They Do                                           | Daniel G. Karslake                            | EUA                                     | Documentário                    | Annette Febo, Victor Febo, David McBride                                                                                  | Segue quatro famílias religiosas com filho LGBT depois da legalização do casamento entre pessoas do mesmo sexo                                                                      |
| Fornacis                                                                 | Aurélia Mengin                                | França, Reunião                         | Mistério, Fantasia              | Aurélia Mengin, Anna D'Annunzio                                                                                           | Consumida por tristeza e solidão, uma mulher mistura as memórias de sua namorada falecida com suas próprias fantasias                                                               |
| Frankie                                                                  | Ira Sachs                                     | França, Portugal                        | Drama                           | Isabelle Huppert, Brendan Gleeson, Greg Kinnear, Marisa Tomei, Jérémie Renier, Pascal Greggory                            | Uma atriz descobre que está morrendo e decide passar suas últimas férias em família em Sintra                                                                                       |
| Frei um jeden Preis: Albaniens Schwurjungfrauen                          | Kristine Nrecaj, Birthe Templin               | Alemanha                                | Documentário                    | Adele Gjoka | Uma virgem juramentada recebe a ligação de uma jovem albanesa descobrindo sua identidade                                                                                            |
| Die Freundin meiner Mutter                                               | Mark Monheim                                  | Alemanha                                | Comédia                         | Max Riemelt, Katja Flint, Antje Traue, Jasna Fritzi Bauer, Ernst Stötzner, Jerry Hoffmann                                 | A mãe lésbica de um homem pede que ele doe seu esperma para engravidar a namorada dela                                                                                              |
| Frida. Viva la Vida                                                      | Giovanni Troilo                               | Itália                                  | Documentário, Biográfico        | Asia Argento | Uma jornada em seis segmentos em busca da verdadeira Frida Kahlo |
| From Zero to I Love You                                                  | Doug Spearman                                 | EUA                                     | Drama                           | Scott Bailey, Darryl Stephens, Adam Klesh, Richard Lawson, Keili Lefkowitz, Ann Walker                                    | Um homem com medo de intimidade sempre acaba se apaixonando por homens casados |
| Fuccbois                                                                 | Eduardo W. Roy Jr.                            | Filipinas                               | Suspense, Drama                 | Royce Cabrera, Kokoy de Santos, Ricky Davao Yayo Aguila, Janvier Daily, Mimi Juareza                                      | Também conhecido como F#*@BOIS Dois jovens fazem de tudo para virarem atores famosos                                                                                                |
| Los Fuertes                                                              | Omar Zúñiga Hidalgo                           | Chile                                   | Romance, Drama                  | Antonio Altamirano, Samuel González, Jorge Quagliaroli                                                                    | Ao visitar sua irmã em uma cidade remota, um arquiteto se apaixona por um pescador                                                                                                  |
| Galore                                                                   | Dylan Tonk, Lazlo Tonk                        | Países Baixos                           | Documentário                    | Sander den Baas | Sobre a luta contra os problemas de saúde de Lady Galore, ícone da comunidade drag europeia                                                                                         |
| The Garden Left Behind                                                   | Flavio Alves                                  | EUA                                     | Drama                           | Michael Madsen, Ed Asner, Carlie Guevara, Danny Flaherty, Anthony Abdo, Alex Kruz                                         | O relacionamento entre uma jovem trans mexicana e sua avó, as duas imigrantes ilegais, enquanto a primeira passa por sua transição de gênero                                        |
| Gautam & Buddha                                                          | Shayok Mukhopadhyay                           | Índia, EUA                              | Documentário                    | | Dois melhores amigos são as estrelas cross-dressers de uma trupe teatral da Índia rural                                                                                             |
| Gay Chorus Deep South                                                    | David Charles                                 | EUA                                     | Documentário                    | | Sobre dois corais, um composto por homens gays de São Francisco, e outro inter-fé de Oakland                                                                                        |
| ¡Gaytino! Made in America                                                | Dan Guerrero                                  | EUA                                     | Documentário                    | | Sobre a presença mexicana na cultura LGBT estadounidense |
| Generazione Diabolika                                                    | Silvio Laccetti                               | Itália                                  | Documentário                    | Lou Bellucci, Paolo Bolognesi, Emanuele Inglese, Vladimir Luxuria, Henry Pass                                             | Sobre a mais famosa festa italiana dos anos 2000 |
| Genitori quasi perfetti                                                  | Laura Chiossone                               | Itália                                  | Comédia, Drama                  | Anna Foglietta, Paolo Calabresi, Marina Rocco, Elena Radonicich, Francesco Turbanti, Paolo Mazzarelli                     | Uma mãe solteira tenta organizar uma festa de aniversário para seu filho no pequeno apartamento dos dois                                                                            |
| Get Duked!                                                               | Ninian Doff                                   | Reino Unido                             | Comédia                         | Samuel Bottomley, Eddie Izzard, Kate Dickie, James Cosmo, Rian Gordon                                                     | Também conhecido como Boyz in the Wood |
| Get Lucky                                                                | Ziska Riemann                                 | Alemanha                                | Comédia                         | Palina Rojinski, Emma-Katharina Suthe, Luissa Cara Hansen, Benny Opoku-Arthur, Bjarne Meisel, Lilly Terzic                | Seis adolescentes saem em férias tumultuosas no Mar Báltico |
| Girl/Girl Scene: The Movie                                               | Tucky Williams                                | EUA                                     | Comédia, Drama, Romance         | Tucky Williams, Maya Jamner, Roni Jonah, L.E. Barone, Amanda K. Morales, Kayla Perkins                                    | Baseado na série homônima |
| The Glass Room                                                           | Julius Ševčík                                 | República Checa, Eslováquia             | Romance, Drama                  | Hanna Alström, Karel Roden, Carice van Houten, Claes Bang, Roland Møller, Alexandra Borbély                               | Baseado no livro A Sala de Vidro, de Simon Mawer História de amor entre duas mulheres em uma icônica casa modernista na Checoslováquia                                              |
| Gli anni amari                                                           | Andrea Adriatico                              | Itália                                  | Biográfico                      | Nicola Di Benedetto, Sandra Ceccarelli, Antonio Catania, Tobia De Angelis                                                 | Baseado na vida de Mario Mieli, um dos líderes do movimento gay italiano dos anos 70                                                                                                |
| Glittering Misfits                                                       | Iban del Campo                                | Espanha                                 | Documentário                    | Dirty Martini, Tigger! | Duas estrelas da cultura underground burlesca de Nova York, revelam alguns segredos de suas performances provocativas                                                               |
| Good Kisser                                                              | Wendy Jo Carlton                              | EUA                                     | Romance                         | Rachel Paulson, Kari Alison Hodge, Julia Eringer, Courtney McCullough                                                     | Depois de dois anos juntas, duas mulheres pensam em abrir seu relacionamento para apimentar as coisas                                                                               |
| Gracefully                                                               | Arash Es’hagi                                 | Irã                                     | Documentário                    | | Sobre uma drag queen de 80 anos que se apresentou por algumas décadas antes de ser banida depois da revolução iraniana                                                              |
| Greta                                                                    | Armando Praça                                 | Brasil                                  | Drama                           | Marco Nanini, Denise Weinberg, Demick Lopes, Gretta Star                                                                  | Um enfermeiro gay de 70 anos cuida de sua amiga trans doente. Para colocá-la em um leito hospitalar, ele ajuda um criminoso a escapar                                               |
| Greta Gratos                                                             | Séverine Barde                                | Suíça                                   | Documentário                    | Pierandré Boo | Sobre Greta Gratos, figura fictícia cult da cultura alternativa de Genebra |
| Groupers                                                                 | Anderson Cowan                                | EUA                                     | Comédia, Drama                  | Nicole Dambro, Peter Mayer-Klepchick, Cameron Duckett, Jesse Pudles, Brian Ioakimedes                                     | Uma universitária rapta dois adolescentes homofóbicos para conduzir experimentos |
| Die Grube                                                                | Hristiana Raykova                             | Alemanha, Bulgária                      | Documentário                    | | Também conhecido como The Pit Uma piscina mineral de água quente é um ponto turístico escondido em Varna frequentada pelos mais diferentes tipos de pessoas                         |
| Guest Artist                                                             | Timothy Busfield                              | EUA                                     | Drama                           | Jeff Daniels, Thomas Macias, Richard McWilliams, Erika Slezak, McKara Bechler, Dan Johnson                                | [ 164 ] |
| Gutterbee                                                                | Ulrich Thomsen                                | Dinamarca, EUA                          | Drama                           | Antony Starr, W. Earl Brown, Ewen Bremner, Clark Middleton, Sarah Minnich                                                 | Dois homens de uma pequena cidade tentam criar o melhor restaurante de salsichas alemãs                                                                                             |
| Guys at Parties Like It                                                  | Colton David Coate, Micah Coate               | EUA                                     | Terror                          | Pablo Sandstrom, Jackson Trent, Anthony Notarile, Paige Sciarrino, Vianca Peguero                                         | [ 166 ] |
| Hail Satan?                                                              | Penny Lane                                    | EUA                                     | Documentário                    | Jex Blackmore, Chalice Blythe, Nicholas Crowe, Sal De Ciccio, Stu De Haan, Cecil B. DeMille                               | Sobre a crescimento e a influência do Templo Satânico |
| Halston                                                                  | Frédéric Tcheng                               | EUA                                     | Documentário                    | Roy Halston Frowick | Sobre o desingner de Iowa Roy Halston Frowick, que morreu de complicações relacionadas à AIDS em 1990                                                                               |
| HAM: A Musical Memoir                                                    | Andrew Putschoegl                             | EUA                                     | Documentário, Musical           | Sam Harris, Todd Schroeder                                                                                                | Um musical de um homem só onde o ator e músico Sam Harris descreve sua vida |
| Hamabe no gêmu (浜辺のゲーム)                                            | Aimi Natsuto                                  | Japão                                   | Drama                           | Haruna Hori, Shinsuke Kato, Juri Fukushima                                                                                | Três jovens sexualmente libertas em uma sociedade machista passam uns dias em uma casa de praia                                                                                     |
| Happy Endings Sleepover                                                  | Davey Porter                                  | EUA                                     | Drama                           | Jeppe Fogsgaard, Jonas Kyed, Danny Bærtelsen, Anette Elise, Gustav Møller-Nielsen, Anton Lund Andersen                    | Um jovem agente da CIA é enviado à Dinamarca e acaba se apaixonando por um homem aparentemente hétero                                                                               |
| HaRabanit Falsch                                                         | Roy Goldman                                   | Israel                                  | Documentário                    | Shahar Nachman-Hadar | Um homem gay com um alter-ego drag retorna para sua comunidade ultra ortodoxa para finalmente conhecer sua filha                                                                    |
| Haut perchés                                                             | Olivier Ducastel, Jacques Martineau           | França                                  | Drama, Comédia                  | Manika Auxire, Geoffrey Couët, Simon Frenay, François Nambot, Lawrence Valin                                              | Um grupo de estranhos, todos vítimas do mesmo pervertido, se juntam para um jantar                                                                                                  |
| Helmut Berger, meine Mutter und ich                                      | Valesca Peters                                | Alemanha, Áustria                       | Documentário                    | Helmut Berger, Bettina Vorndamme, Karla Vorndamme, Ophelia Gassmann, Samia Tahanouti                                      | A diretora e sua mãe buscam saber o que aconteceu com o ator Helmut Berger |
| Her Name Is Bo                                                           | Christophe Deborsu, Marion Wagner             | França, Bélgica                         | Documentário                    | Bo van Spilbeeck | Segue a transição de gênero da jornalista Bo van Spilbeeck |
| Here Awhile                                                              | Tim True                                      | EUA                                     | Drama                           | Anna Camp, Steven Strait, Joe Lo Truglio, Chloe Mason, Kristin Taylor, Reza Leal-Smartt                                   | Um mulher expulsa da casa anos antes por ser lésbica retorna à sua cidade depois da morte do pai e depois de descobrir que tem câncer                                               |
| Heute oder morgen                                                        | Thomas Moritz Helm                            | Alemanha                                | Drama                           | Paula Knüpling, Maximilian Hildebrandt, Tala Gouveia, Hans-Jochen Wagner, Leonard Kunz                                    | Cansados de suas vidas mundanas, três jovens embarcam em diferentes jornadas amorosas                                                                                               |
| Holy Trinity                                                             | Molly Hewitt                                  | EUA                                     | Comédia, Fantasia, Experimental | Walt Sloan, Molly Hewitt, Sarah Sherman, Isabel Quintero, Imp Queen                                                       | Uma dominatrix queer cheira um aerossol mágico que a dá o poder de se comunicar com os mortos                                                                                       |
| Hombres de piel dura                                                     | José Celestino Campusano                      | Argentina                               | Drama                           | Javier Wall, Germán Tarantino, Claudio Medina, Juan Salmeri, Camila Diez                                                  | Um rapaz gay do interior tenta se afastar do padre que se aproveita dele em sua busca pelo amor verdadeiro                                                                          |
| Home                                                                     | Jen Randall                                   | Reino Unido                             | Documentário                    | Sarah Outen, Lucy Outen-Allen, Gao yua Guang, Justine Curgenvan                                                           | Uma aventureira inglesa viaja pelo mundo em uma expedição arriscada |
| Homosaywhat                                                              | Craig Bettendorf                              | EUA                                     | Documentário                    | Jax Buresh, Steven Scholz, Sean Bowen, Kai Morgan                                                                         | Mostra a história e as estratégias políticas da homofobia |
| Homothérapies, conversion forcée                                         | Bernard Nicolas                               | França                                  | Documentário                    | Jordan Hunter, Alan Chambers, Véronique Berthe, Benoît Berthe, Jean-Loup Adénor, Deb Cuny                                 | Sobre os movimentos de terapia de conversão sexual |
| Horácio                                                                  | Mathias Mangin                                | Brasil                                  | Comédia                         | José Celso Martinez Corrêa, Maria Luísa Mendonça, Marcelo Drummond, Ricardo Bittencourt, Eucir de Souza                   | Um contrabandista idoso tem um amor não correspondido por seu capanga |
| House of Cardin                                                          | P. David Ebersole, Todd Hughes                | EUA, França                             | Documentário                    | Pierre Cardin, Jean Paul Gaultier, Sharon Stone, Philippe Starck, Kenzo Takada                                            | A vida e o trabalho do designer francês Pierre Cardin |
| How I Became a Giant Lesbian                                             | Sierra Schepmann                              | EUA                                     | Comédia                         | Sierra Schepmann, Veronica Warner, Daniel Alan Kiely, Valerie Gilbert, Lisa Janae Bacon                                   | Uma mulher tenta se enturmar na comunidade LGBT |
| How to Get from Here to There                                            | Kevin James Thornton                          | EUA                                     | Ficção Científica, Drama        | Lydia C. Bushfield, Daniel Mark Collins, Kevin James Thornton                                                             | Após a morte da mãe, um homem gay volta ao seu lar de infância a redescobre uma máquina do tempo de papelão de quando era pequeno                                                   |
| How to Grow a Tiger Lily                                                 | Anthony Aguiar                                | EUA                                     | Comédia, Drama                  | Mandy Brown, Catherine Lerza, Ronny Marasigan, Hazer Ozcan, William Romano-Pugh, Courtney Shaffer                         | Um fotógrafa ansiosa tenta se afastar das pessoas manipulativas em sua vida enquanto é perseguida por uma mulher misteriosa                                                         |
| How You Look at Me                                                       | Gabriel Henrique Gonzalez                     | Reino Unido                             | Drama                           | Anna Åström, George Blagden, Ellie Turner                                                                                 | [ 187 ] |
| Hron, A Country of Ghosts                                                | Dani Tardif, Le collectif de Hron             | Canadá                                  | Ficção Científica               | | Segue um repórter não-binário que leva notícias da guerra por um futuro distópico                                                                                                   |
| Hurley                                                                   | Derek Dodge                                   | EUA                                     | Documentário                    | Patrick Dempsey, Hurley Haywood                                                                                           | O piloto Hurley Haywood fala sobre ser gay no mundo automobilístico dos anos 70 |
| I am Anastasia                                                           | Thomas Ladenburger                            | Alemanha                                | Documentário                    | Anastasia Biefang | Sobre a primeira tenente-coronel trans do exército da Alemanha |
| I Am A Town                                                              | Mischa Richter                                | EUA                                     | Documentário                    | Mischa Richter | [ 191 ] |
| I'm Gonna Make You Love Me                                               | Karen Bernstein                               | EUA                                     | Documentário                    | Brian Belovitch, Michael Musto, Jim Russell, Gloria Walker                                                                | A jornada de aceitação de um homem trans gay |
| I’m Moshanty. Do You Love Me?                                            | Tim Wolff                                     | EUA                                     | Documentário                    | Moses Tau | Um retrato do falecido ícone musical trans, Moses 'Moshanty' Tau, e da comunidade trans de Papua-Nova Guiné                                                                         |
| Im stillen Laut                                                          | Therese Koppe                                 | Alemanha                                | Documentário                    | | Segue um casal de idosas de 81 anos, juntas à 40 |
| The Importance of Being Oscar                                            | Richard Curson Smith                          | Reino Unido                             | Biográfico, Drama               | Nicholas Rowe, Anna Chancellor, Anna Devlin, James Fleet, Freddie Fox, Ben Lloyd-Hughes                                   | Sobre a controversa vida e carreira do escritor Oscar Wilde |
| Indianara                                                                | Aude Chevalier-Beaumel, Marcelo Barbosa       | Brasil                                  | Documentário                    | Indianara Siqueira, Mauricio Susano, Wescla Vasconcelos, Biancka Fernandes, Marielle Franco                               | Acompanha uma série de momentos da vida e luta da ativista trans Indianara Siqueira                                                                                                 |
| The Infiltrators                                                         | Alex Rivera, Cristina Ibarra                  | EUA                                     | Drama                           | Maynor Alvarado, Manuel Uriza, Chelsea Rendon, Juan Gabriel Pareja, Vik Sahay                                             | Um grupo de ativistas infiltram uma prisão |
| Insumisas                                                                | Fernando Pérez, Laura Cazador                 | Cuba, Suíça                             | Histórico, Drama                | Sylvie Testud, Yeny Soria, Antonio Buil Pueyo, Giselle González Alpízar, Héctor Noas                                      | Um médico de sucesso com uma bela esposa tem seu maior segredo revelado |
| Irving Park                                                              | Panayotis Evangelidis                         | Grécia                                  | Documentário                    | Joe Laiacona, Patrick Herlihy, Lynn Schronick, Guy Jones, Craig Rude                                                      | Sobre quatro homens gays de 60 anos que moram juntos em Chicago em um relacionamento de mestre/escravos                                                                             |
| Iska Im Elohim                                                           | Rachel Rusinek, Eyal Ben Moshe                | Israel                                  | Documentário                    | Yiscah Smith | Antes ultra-ortodóxa, casada, e com seis filho, uma mulher trans retorna a sua comunidade depois de 20 anos                                                                         |
| It: Chapter Two                                                          | Andy Muschietti                               | EUA                                     | Terror                          | James McAvoy, Jessica Chastain, Jay Ryan, Bill Hader, Isaiah Mustafa, Bill Skarsgård                                      | [ 200 ] |
| Jack & Yaya                                                              | Mary Hewey, Jen Bagley                        | EUA                                     | Documentário                    | | Um homem e uma mulher trans celebram seus 30 anos de amizade |
| Jean-Paul Gaultier: Freak and Chic                                       | Yann L’Henoret                                | França                                  | Documentário                    | Jean-Paul Gaultier, Marion Cotillard, Catherine Deneuve, Madonna                                                          | Sobre o ícone da moda Jean-Paul Gaultier |
| Jezebel                                                                  | Numa Perrier                                  | EUA                                     | Drama                           | Tiffany Tenille, Numa Perrier, Brett Gelman, Stephen Barrington, Bobby Field                                              | Durante os últimos dias de vida da mãe, uma jovem vai morar com parentes e é apresentado ao mundo das camgirls                                                                      |
| Juo ren mi mi (灼人秘密)                                                 | Midi Z                                        | Taiwan                                  | Drama                           | Ke-Xi Wu, Vivian Sung, Kimi Hsia                                                                                          | Também conhecido como Nina Wu |
| Justine                                                                  | Jamie Patterson                               | Reino Unido                             | Drama                           | Sian Reese-Williams, Steve Oram, Kirsty Dillon, Tallulah Haddon, Sophie Reid                                              | [ 205 ] |
| Kalel, 15                                                                | Jun Lana                                      | Filipinas                               | Drama                           | Elijah Canlas, Jaclyn Jose, Eddie Garcia, Gabby Padilla, Cedrick Juan, Elora Españo                                       | O filho de 15 anos de um padre descobre que é HIV positivo |
| Katoey                                                                   | Stefan Jung                                   | Tailândia                               | Documentário                    | Pe Rak, Kru Mäo, Pe Pet                                                                                                   | Segue três mulheres kathoey do interior da Tailândia |
| Kattumaram                                                               | Swarnavel Eswaran                             | Índia                                   | Drama                           | Preeti Karan, Anusha Prabhu, Mysskin                                                                                      | Um pescador conservador descobre que sua sobrinha é lésbica e acaba se aproximando da barbeira trans do vilarejo                                                                    |
| Keyboard Fantasies: The Beverly Glenn-Copeland Story                     | Posy Dixon                                    | Reino Unido                             | Documentário                    | Jeremy Costello, Nick Dourado, Beverly Glenn-Copeland, Carlie Howell, Kurt Inder, Bianca Palmer                           | Um artista trans é descoberto por um colecionador japonês 30 anos depois de gravar uma fita musical                                                                                 |
| Keystone                                                                 | Scorpione                                     | Itália                                  | Fantasia                        | Thomas Bonifazi, Claudio Cardella, Stefania Chiavoghilefu, Luke Denali, Paolo Monetti                                     | [ 210 ] |
| Kiko en Lala                                                             | Adolfo Alix Jr.                               | Filipinas                               | Comédia                         | Super Tekla, Ai-Ai de las Alas, Derrick, Monasterio, Kiray Celis, Kim Domingo, Divine Tetay                               | Gêmeos conjugados de personalidades completamente diferentes vivem em um circo e sonham em ser separados                                                                            |
| Kill Me to Death                                                         | Danny Denial                                  | EUA                                     | Drama                           | Danny Denial, Eva Walker, Michael Renney, Christiana Crabbe, Quintin Reyes, Noah Kappertz                                 | Após o suicídio de uma atriz desconhecida, seis músicos confrontam sua própria mortalidade                                                                                          |
| Killing Patient Zero                                                     | Laurie Lynd                                   | Canadá                                  | Documentário                    | Gaëtan Dugas | Um retrato de Gaëtan Dugas, o homem erroneamente cohecido como 'o paciente zero da AIDS' que foi demonizado pelo público                                                            |
| Kim hat einen Penis                                                      | Philipp Eichholtz                             | Alemanha                                | Comédia                         | Martina Schöne-Radunski, Christian Ehrich, Stella Hilb, Matthias Lier, Lana Cooper                                        | [ 214 ] |
| Kinky Boots the Musical                                                  | Brett Sullivan, Jerry Mitchell                | Reino Unido                             | Musical                         | Killian Donnelly, Matt Henry, Natalie McQueen, Sean Needham, Cordelia Farnworth                                           | Filmagem do popular espetáculo homônimo da Broadway |
| Knives and Skin                                                          | Jennifer Reeder                               | EUA                                     | Suspense, Mistério              | Raven Whitley, Ty Olwin, Marika Engelhardt                                                                                | trad. Você viu Carolyn Harper? Centrado no desaparecimento de uma estudante |
| Krow's TRANSformation                                                    | Gina Hole Lazarowich                          | Canadá                                  | Documentário                    | Krow Kian, Lisa Jacobsen, Kas Baker                                                                                       | Segue a transição de gênero de um modelo andrógeno |
| Label Me                                                                 | Kai Kreuser                                   | Alemanha                                | Drama                           | Nikolaus Benda, Renato Schuch, Jogi Kaiser, Georg Paluza, Timur Uelker, Cem Aydin                                         | Um prostituto refugiado sírio gay-for-pay desperta o interesse de um homem de classe média                                                                                          |
| El laberinto de las lunas                                                | Lucrecia Mastrangelo                          | Argentina                               | Documentário                    | Karla Ojeda, Maira Ramírez, Gabriela Mansilla, Susy Shock                                                                 | Segue duas mulheres trans em processo de adoção e a mãe de uma menina trans |
| Ek Ladki Ko Dekha Toh Aisa Laga                                          | Shelly Chopra Dhar                            | Índia                                   | Comédia, Romance                | Anil Kapoor, Sonam Kapoor, Rajkummar Rao, Juhi Chawla, Abhishek Duhan, Madhumalti Kapoor, Seema Pahwa                     | Uma moça lésbica tenta se assumir para sua família hindu conservadora, mas eles acham que ela está namorando um homem muçulmano                                                     |
| Last Ferry                                                               | Jaki Bradley                                  | EUA                                     | Mistério                        | Ramon O. Torres, Sheldon Best, Myles Clohessy, Gabriel Sloyer, Larry Owens                                                | Um advogado gay é drogado e assaltado na Fire Island e acaba testemunhando um assassinato                                                                                           |
| Leave it to Levi                                                         | Jake Jaxson                                   | EUA                                     | Documentário, Erótico           | Levi Karter, Liam Riley                                                                                                   | Segue a carreira de um ator pornográfico gay |
| Lemebel                                                                  | Joanna Reposi Garibaldi                       | Chile                                   | Documentário                    | | trad. Lemebel, um Artista Contra a Ditadura Chilena Um retrato do escritor chileno Pedro Lemebel, considerado um dos maiores expoentes do movimento queer na América Latina         |
| Leonard Soloway’s Broadway                                               | Jeff Wolk                                     | EUA                                     | Documentário                    | Campbell Scott, Elizabeth Ashley, Olympia Dukakis, Tovah Feldshuh, John Slattery, Maurice Hines                           | Sobre Leonard Soloway, influente e prolífico produtor da Broadway |
| Let It Snow                                                              | Luke Snellin                                  | EUA                                     | Comédia, Romance                | Isabela Moner, Shameik Moore, Kiernan Shipka, Odeya Rush, Liv Hewson, Mitchell Hope                                       | |
| Let Your Colours Run Free                                                | Simon Blanckensee, Don Rorke                  | Irlanda                                 | Documentário                    | | Segue um grupo de apoio para pessoas trans e não-binárias de uma pequena cidade |
| Liberté                                                                  | Albert Serra                                  | França, Alemanha, Portugal, Espanha     | Drama, Histórico                | Helmut Berger, Marc Susini, Laura Poulvet, Alex Garcia Duttmann, Lluís Serrat, Francesc Daranas                           | Pouco antes da Revolução Francesa, libertinos expulsos da corte de Luís XVI, pedem apoio a um duque para espalhar o iluminismo e a libertinagem                                     |
| Life Like                                                                | Josh Janowicz                                 | EUA                                     | Ficção Científica, Suspense     | Drew Van Acker, Addison Timlin, James D'Arcy, Steven Strait, Mark Famiglietti, Hilary Barraford                           | Um triângulo amoroso envolvendo um jovem e rico casal e o androide que eles adquirem                                                                                                |
| Lihaaf: The Quilt                                                        | Rahat Kazmi                                   | Índia                                   | Drama, Histórico                | Tannishtha Chatterjee, Sonal Sehgal, Veerendra Saxena, Rahat Kazmi                                                        | Baseado no romance homônimo de Ismat Chugtai, segue amor clandestino entre uma aristocrata e sua massagista                                                                         |
| Lingua Franca                                                            | Isabel Sandoval                               | Filipinas, EUA                          | Drama                           | Isabel Sandoval, Lynn Cohen, Eamon Farren, Lev Gorn, Ivory Aquino P.J. Boudousqué                                         | Uma imigrante ilegal filipina trans cuida de uma idosa russa em Brighton Beach |
| Little Miss Westie                                                       | Dan Hunt, Joy E. Reed                         | EUA                                     | Documentário                    | Ren McCarthy, Tony Ferraiolo, Luca McCarthy, Chris McCarthy, Shelley Stoehr-McCarthy                                      | Segue um ano na vida de dois irmãos trans passando pela puberdade |
| Loud Love                                                                | Bing Wang                                     | EUA                                     | Documentário                    | | Um casal gay surdo adotam gêmeos indianos e os ensinam a linguagem de sinais |
| Love is Love                                                             | G.B. Sampedro                                 | Flipinas                                | Comédia, Romance                | JC de Vera, Roxanne Barcelo, Raymond Bagatsing, Jay Manalo, Rufa Mae Quinto                                               | Um homem se apaixona por uma mulher trans que é a suposta noiva de seu amigo de infância                                                                                            |
| Love Me Not                                                              | Lluís Miñarro                                 | Espanha, México                         | Drama                           | Luis Alberti, Fausto Alzati, Hugo Catalán, Lola Dueñas, Ingrid García Jonsson                                             | trad. Não Me Ame Uma versão estilizada da história bíblica de Salomé |
| Love Trilogy: Reborn                                                     | Yaron Shani                                   | Alemanha, Israel                        | Drama                           | Stav Almagor, Ori Shani, Leah Tonic                                                                                       | [ 233 ] |
| The Low End                                                              | Graham Schmidt                                | EUA                                     | Suspense                        | Jesse Massaro, David Zallis, Michael Kunicki                                                                              | Em um festival de música, um homem em reabilitação tenta reconquistar a namorada, mas tem que fazer um acordo com um ex/traficante                                                  |
| Lupe                                                                     | Andre Phillips, Charles Vuolo                 | EUA                                     | Drama                           | Carlotta Summers, Rafael Albarran, Christine Rosario, Celia Harrison                                                      | Um boxeador trans luta com sua identidade enquanto procura por sua irmã desaparecida                                                                                                |
| Lux Æterna                                                               | Gaspar Noé                                    | França                                  | Drama, Suspense                 | Charlotte Gainsbourg, Béatrice Dalle, Félix Maritaud, Clara 3000, Mica Argañaraz                                          | Duas atrizes contam histórias sobre bruxas |
| Madame                                                                   | Stéphane Riethauser                           | Suíça                                   | Documentário                    | Stéphane Riethauser, Caroline Della Beffa                                                                                 | O diretor e sua extravagante avó de 90 anos de idade exploram o desenvolvimento da identidade de gênero em um ambiente patriarcal                                                   |
| Madame: Camille Cabral                                                   | André da Costa Pinto, Nathan Cirino           | Brasil, França                          | Documentário                    | Camille Cabral | Sobre Camille Cabral, Paraibana, médica, ativista, primeira migrante e transexual eleita na história da França                                                                      |
| Making Sweet Tea                                                         | Nora Gross, John L. Jackson Jr.               | EUA                                     | Documentário                    | | As vidas de homens negros gays vivendo no sul dos Estados Unidos |
| The Man Who Used HIV As A Weapon                                         | Charlotte Charlton                            | Reino Unido                             | Documentário                    | Daryll Rowe | Sobre o primeiro homem a ser condenado por propositalmente infectar outros com HIV                                                                                                  |
| Mapacho                                                                  | Carlos Marin Tello                            | Peru                                    | Drama                           | Liliana Alegría, Fernando Cobeñas, Cristhian Esquivel, Valeria Ochoa                                                      | Um triângulo amoroso entre um motorista de táxi, uma cabeleireira trans, e uma mãe solteira                                                                                         |
| Margen de error                                                          | Liliana Paolinelli                            | Argentina                               | Comédia, Romance, Drama         | Susana Pampín, Camila Plaate, María Pessacq, Victoria Carreras, Mónica Gonzaga, Elvira Onetto                             | Uma mulher suspeita que a amiga de sua filha tem uma paixão por ela |
| Maria Luiza                                                              | Marcelo Díaz                                  | Brasil                                  | Documentário                    | Maria Luiza da Silva | Conta a história de primeira transexual nas forças armadas brasileiras |
| Maricones: el cine de Els 5 QK                                           | Ricardo González Sulbarán                     | Espanha                                 | Documentário                    | Alfonso de Sierra, Luis Escribano, Ramón Massa, Ces Martí, Enric Bents                                                    | Sobre um grupo de cineastas amadores dos anos 70 |
| Mark’s Diary                                                             | Giovanni Coda                                 | Itália, Reino Unido                     | Drama                           | Mark Cirillo, Maximiliano Ulivieri, Caleb J. Spivak, Giacomo Curti                                                        | Dois homens com deficiências sentem uma forte atração um pelo outro, que só pode florescer em sua mentes                                                                            |
| Markie in Milwaukee                                                      | Matt Kliegman                                 | EUA                                     | Documentário                    | Markie Wenzel | Uma mulher trans de Milwaukee é pressionada a fazer uma destransição de gênero |
| Masters of Love                                                          | Matt Roberts                                  | Reino Unido                             | Comédia, Romance                | Beattie Edmondson, Steve Toussaint, Camille Ucan, Lizzy Watts, Bekka Bowling, James McNicholas                            | [ 247 ] |
| Matthias & Maxime                                                        | Xavier Dolan                                  | Canadá                                  | Drama                           | Gabriel D'Almeida Freitas, Xavier Dolan, Pier-Luc Funk, Samuel Gauthier, Antoine Pilon, Anne Dorval                       | Dois amigos de longa data questionam suas sexualidades quando atuam em um curta onde tem que se beijar                                                                              |
| Maurice Hines: Bring Them Back                                           | John Carluccio                                | EUA                                     | Documentário                    | Maurice Hines, Debbie Allen, Cheryl Davis, Gregory Hines, Chita Rivera                                                    | Sobre o dançarino de sapateado americano Maurice Hines |
| Me llamo Violeta                                                         | David Fernández de Castro, Marc Parramon      | Espanha                                 | Documentário                    | Violeta Jordá, Franceska Jaimes, Nacho Vidal, Carla Delgado                                                               | Segue a vida da filha trans de 11 anos de um casal de estrelas pornô, paralelo a história de um garoto trans que não recebe o mesmo apoio que ela                                   |
| Metamorphosis                                                            | J. E. Tiglao                                  | Filipinas                               | Drama                           | Gold Azeron, Iana Bernardez, Ricky Davao, Ivan Padilla, Yayo Aguila                                                       | A vida de um garoto muda quando descobre que é intersexo ao ter sua primeira menstruação                                                                                            |
| Le milieu de l'horizon                                                   | Delphine Lehericey                            | Suíça, Bélgica                          | Drama                           | Luc Bruchez, Laetitia Casta, Thibaut Evrard, Clémence Poésy                                                               | [ 251 ] |
| Minha Mãe É Uma Peça 3                                                   | Susana Garcia                                 | Brasil                                  | Comédia                         | Paulo Gustavo, Rodrigo Pandolfo, Mariana Xavier, Herson Capri, Alexandra Richter, Patricya Travassos                      | |
| Miserere                                                                 | Francisco Ríos Flores                         | Argentina                               | Documentário                    | | Segue seis jovens que se prostituem no centro de Buenos Aires |
| Miss Amazonas                                                            | Rafael Polar                                  | Peru                                    | Documentário                    | Saor Sax, Eduardo Augusto Arbildo, Krlos Vela, Dennis Vela, Christina Vela, Fiorella Del Águila                           | Mostra as vidas de algumas finalistas do concurso de beleza trans mais antigo da América Latina                                                                                     |
| Mocha                                                                    | Rayan Hindi, Francisco Quiñones Cuartas       | Argentina                               | Documentário                    | | Sobre a primeira escola para pessoas trans do mundo |
| La moda proibita (Roberto Capucci e il futuro dell'Alta Moda)            | Ottavio Rosati                                | Itália                                  | Documentário                    | Roberto Capucci, Anna Fendi, Eike Schmidt, Sidival Fila                                                                   | Um retrato do designer italiano Roberto Capucci |
| Moffie                                                                   | Oliver Hermanus                               | África do Sul                           | Biográfico, Guerra, Romance     | Kai Luke Brummer, Ryan de Villiers, Matthew Vey                                                                           | Sobre um adolescente gay terminando seu serviço militar obrigatório na Força de Defesa da África do Sul                                                                             |
| Monos                                                                    | Alejandro Landes                              | Colômbia                                | Drama, Guerra, Suspense         | Moisés Arias, Julianne Nicholson, Sofia Buenaventura, Karen Quintero, Julian Giraldo, Laura Castrillón                    | Em um esconderijo nas montanhas, oito crianças-soldado armadas vijiam um refém e uma vaca leitera                                                                                   |
| Mon enfant, ma bataille                                                  | Emilie Jouvet                                 | França                                  | Documentáro                     | | Conta a história da homossexualidade na França atrvés da APGL (Associação de Pais e Futuros Pais de Gays e Lésbicas)                                                                |
| Monsoon                                                                  | Hong Khaou                                    | Reino Unido                             | Drama, Romance                  | Henry Golding, Parker Sawyers, David Tran, Molly Harris                                                                   | Um londrino vai ao Vietnã para espalhar as cinzas de sua mãe e se conectar à terra onde nasceu                                                                                      |
| Monștri.                                                                 | Marius Olteanu                                | Romênia                                 | Drama                           | Judith State, Cristian Popa, Alexandru Potocean, Șerban Pavlu, Dorina Lazăr, Gabriel Rauta                                | Dividido em três partes, segue o relacionamento de um casal prestes a se separar por um dia                                                                                         |
| Moothon (മൂത്തോന്‍)                                                            | Geethu Mohandas                               | Índia                                   | Ação, Crime, Drama              | Nivin Pauly, Sanjana Dipu, Dileesh Pothan, Roshan Mathew, Shashank Arora                                                  | Um garoto procura seu irmão mais velho desaparecido |
| More Beautiful for Having Been Broken                                    | Nicole Conn                                   | EUA                                     | Drama                           | French Stewart, Kay Lenz, Harley Jane Kozak, Bruce Davison, Brooke Elliott, Felissa Rose                                  | Três mulheres são conectadas por um garoto com uma doença crônica |
| Morgana                                                                  | Isabel Peppard, Josie Hess                    | Austrália                               | Documentário                    | Morgana Muses, Josie Hess, Isabel Peppard, Petra Joy, Candida Royalle, Anna Brownfield                                    | Uma dona de casa de 50 anos se reeinventa como uma atriz pornô feminista |
| Mother, I Am Suffocating. This Is My Last Film About You.                | Lemohang Jeremiah Mosese                      | Lesoto                                  | Documentário                    | Thato Khobotle, Mercy Koetle, Pheku Lisema, Molibeli Mokake, Tsohle Mojati, Napo Kalebe                                   | [ 264 ] |
| Mother's Little Helpers                                                  | Kestrin Pantera                               | EUA                                     | Comédia, Drama                  | David Giuntoli, Milana Vayntrub, Rick Overton, Breeda Wool, Melanie Hutsell                                               | Uma hippie descobre que tem poucos meses de vida e reúne seus filhos antes distantes                                                                                                |
| Mother Tuckers: Drag Queens of Glasgow                                   |                                               | Reino Unido                             | Documentário                    | Lawrence Chaney, Voss, Barbara La Bush                                                                                    | Segue três drag queens de Glasgow em diferentes estágios de carreira |
| Mr. Leather                                                              | Daniel Nolasco                                | Brasil                                  | Documentário                    | Dom Barbudo, Dom PC, Kake, Deh Leather, Maoriguy                                                                          | Acompanha a segunda edição do concurso Mr. Leather Brasil |
| Música Para Morrer de Amor                                               | Rafael Gomes                                  | Brasil                                  | Romance, Drama                  | Victor Mendes, Mayara Constantino, Caio Horowicz, Ícaro Silva, Denise Fraga, Tess Amorim                                  | Um triângulo amoroso entre um homem com namorado, sua melhor amiga, e o romântico preso entre os dois                                                                               |
| My Dads, My Moms, and Me                                                 | Julia Ivanova                                 | Canadá                                  | Documentário                    | | Retorna às histórias de três famílias LGBT 10 anos depois de documentar suas vidas                                                                                                  |
| Myra                                                                     | Christopher Baiza                             | EUA                                     | Comédia, Crime, Drama           | Tom Sizemore, Mya Taylor, Johanna Padilla-Pineda, Scott Krinsky, Roberto 'Sanz' Sanchez, Cesar Garcia                     | Uma prostituta trans se encontra em um triângulo amoroso com um gangster enquanto dois cartéis batalham por dominância                                                              |
| Naach Bhikhari Naach                                                     | Jainendra Dost, Shilpi Gulati                 | Índia                                   | Documentário                    | Bhikhari Thakur | Uma homenagem a um ator do teatro popular Launda Naach, onde homens cross-dressers se apresentam na comunidade Bhojpuri                                                             |
| The Naked Sergeant                                                       | Parthiban Shanmugam                           | EUA                                     | Documentário                    | Aj, Edger, Parthiban Shanmugam                                                                                            | Sobre um veterano do exército dos Estados Unidos gay e nudista |
| Ne croyez surtout pas que je hurle                                       | Frank Beauvais                                | França                                  | Documentário                    | Frank Beauvais | trad. Não Pense que Eu Vou Gritar |
| Nevrland                                                                 | Gregor Schmidinger                            | Áustria                                 | Terror, Drama                   | Simon Frühwirth, Paul Forman, Josef Hader, Wolfgang Hübsch, Anton Noori, Markus Schleinzer                                | Um adolescente ansioso que trabalha em um matadouro conhece um artista online |
| (Nie)znajomi                                                             | Tadeusz Śliwa                                 | Polônia                                 | Comédia, Drama                  | Aleksandra Domańska, Tomasz Kot, Maja Ostaszewska, Łukasz Simlat, Kasia Smutniak, Michał Żurawski                         | Sete amigos se reúnem e criam um jogo onde todos tem que ler suas mensagens em voz alta e atender ligações no viva-voz                                                              |
| A Night at Switch 'n Play                                                | Cody Stickels                                 | EUA                                     | Documentário                    | Miss Malice, Zoe Ziegfeld, Nyx Nocturne, Vigor Mortis, K.James, Divina GranSparkle                                        | Sobre um coletivo drag e burlesco que atua no Brooklyn a anos, com artistas de todos os gêneros, sexualidades, e corpos                                                             |
| The Nightmare Gallery                                                    | Gene Blalock                                  | EUA                                     | Terror, Drama                   | Amber Benson, Kevin Chamberlin, Mat Devine, Mieko Hillman, Rahul Parikh                                                   | A obsessão com o paranormal de uma professora de antropologia ameaça seu emprego e seu casamento                                                                                    |
| No Time for Quiet                                                        | Samantha Dinning, Hylton Shaw                 | Austrália                               | Documentário                    | Phoebe Kinrade, Lucy Anderson, Dakota Rediger-Jones, Zeiro Richards, Mika James, Courtney Barnett                         | 40 meninas e jovens de gênero fluido participam de um acampamento musical |
| A Noite Amarela                                                          | Ramon Porto Mota                              | Brasil                                  | Terror                          | Ana Rita Gurgel, Caio Richard, Clara Pinheiro de Oliveira, Felipe Espíndola, Marina Alencar, Matheus Martins              | Um grupo de adolescentes viaja para uma remota ilha para comemorar a formatura do ensino médio                                                                                      |
| Nomad: In the Footsteps of Bruce Chatwin                                 | Werner Herzog                                 | Reino Unido                             | Documentário                    | Werner Herzog, Bruce Chatwin                                                                                              | trad. Nômade: seguindo os passos de Bruce Chatwin O lendário diretor homenageia seu velho amigo Bruce Chatwin, falecido 30 anos antes por complicações relacionadas a AIDS          |
| The Obituary of Tunde Johnson                                            | Ali LeRoi                                     | EUA                                     | Drama                           | Steven Silver, Nicola Peltz, Spencer Neville, Sammi Rotibi, Tembi Locke                                                   | Um adolescente gay afro-americano fica preso em um loop temporal que o força a reviver o dia em que ele foi fatalmente baleado por um policial                                      |
| Océan                                                                    | Océan Michel                                  | França                                  | Documentário                    | Océan Michel | Segue a saída do armário do diretor, sua transição de gênero, e o relacionamento tenso com sua mãe                                                                                  |
| Oishi Kazoku (おいしい家族)                                              | Momoko Fukuda                                 | Japão                                   | Comédia, Drama                  | Honoka Matsumoto, Kenta Hamano, Itsuji Itao, Sho Kasamatsu, Serena Motola, Shuntarô Yanagi                                | Uma mulher retorna para sua ilha natal para o aniversário da morte da mãe e descobre que seu pai vai se casar, vestindo as roupas da falecida                                       |
| Oliver Sacks: His Own Life                                               | Ric Burns                                     | EUA                                     | Documentário                    | Oliver Sacks, Atul Gawande, Temple Grandin, Christof Koch                                                                 | Sobre a carreira do neurologista, escritor, e químico amador anglo-americano Oliver Sacks                                                                                           |
| Orpheus’ Song                                                            | Tor Iben                                      | Alemanha                                | Romance, Fantasia               | Sascha Weingarten, Julien Lickert, Henry Morales, Kristina Kostiv, Murat Dikenci, Jasper Joseph                           | Dois amigos viajam à Grécia, e se aventuram em trilhas e histórias mitológicas, envolvendo ninfas, magia e outros seres                                                             |
| Ossan’s Love: Love or Dead (劇場版 おっさんずラブ 〜LOVE or DEAD〜)      | Tôichirô Rutô                                 | Japão                                   | Comédia, Romance                | Tanaka Kei, Kotaro Yoshida, Kento Hayshi, Nene Otsuka, Jun Shison, Daichi Kaneko                                          | [ 286 ] |
| Our Dance of Revolution                                                  | Phillip Pike                                  | Canadá                                  | Documentário                    | | Sobre a comunidade negra LGBT de Toronto |
| Our Ladies                                                               | Michael Caton-Jones                           | Reino Unido                             | Comédia, Drama                  | Eve Austin, Tallulah Greive, Abigail Lawrie, Sally Messham, Rona Morison, Marli Siu                                       | Alunas de uma escola católica viajam para Edimburgo para uma competição de coro e aproveitam para se soltarem                                                                       |
| Outcast                                                                  | Anita Singh                                   | Índia                                   | Documentário                    | Vinay Chandran, Deepu Sebastian Edmond, Anjali Gopalan, Rumi Harish, Lata Hemchand                                        | Um prelúdio a decisão da Suprema Corte Indiana de descriminalizar a homossexualidade                                                                                                |
| Ovil & Usman                                                             | Dimitris Yeros                                | Grécia                                  | Documentário                    | | Os testemunhos de um casal gay muçulmano que fogem para a Grécia |
| Padrone dove sei                                                         | Carlo Michele Schirinzi                       | Itália                                  | Drama                           | Salvatore Bellomo, Matteo Gravante, Francesco Cottone, Julie Seagull                                                      | [ 291 ] |
| Pageant Material                                                         | Jonothon Mitchell                             | EUA                                     | Comédia                         | Hart Morse, Marianne Johnson, Jason MacDonald, Evah Destruction, Tyler Buckingham                                         | Um adolescente quer homenagear sua mãe ao ganhar um concurso de beleza drag em Atlanta                                                                                              |
| The Panti Sisters                                                        | Jun Lana                                      | Filipinas                               | Comédia                         | Paolo Ballesteros, Christian Bables, Martin del Rosario, John Arcilla, Carmi Martin                                       | Três filhos gays são chamados para o leito de morte de seu pai, que os faz uma oferta irrecusável: 300 milhões de pesos se cada um lhe der um neto                                  |
| Paradise Hills                                                           | Alice Waddington                              | Espanha, EUA                            | Fantasia                        | Emma Roberts, Eiza González, Milla Jovovich, Danielle Macdonald, Awkwafina, Jeremy Irvine                                 | [ 294 ] |
| Les Passions bleues                                                      | Juliette Chenais de Busscher                  | França                                  | Drama                           | Flore Abrahams, Clémence Laboureau, Melisa Leoni                                                                          | Três casais passam um verão à beira-mar |
| Patalliro! (劇場版パタリロ!)                                             | Akira Kobayashi                               | Japão                                   | Aventura, Comédia, Ação         | Ryô Katô, Tsunenori Aoki, Hiroki Sana, Sumihiro Yoshikawa                                                                 | Baseado no mangá e anime homônimos |
| Patrick                                                                  | Gonçalo Waddington                            | Portugal                                | Drama                           | Hugo Fernandes, Alba Baptista, Carla Maciel, Raphaël Tschudi, Miguel Herz-Kestranek, Adriano Carvalho                     | Um jovem é preso por possessão de pornografia adolescente e a polícia descobre que ele é um garoto que foi raptado aos 8 anos de idade                                              |
| Pee Nak (พี่นาค)                                                           | Phontharis Chotkijsadarsopon                  | Tailândia                               | Terror, Comédia                 | Chinawut Indracusin, Paisarnkulwong Vachiravit, Jannine Parawie Weigel                                                    | Três aspirantes à monges não sabem que o templo onde viverão é amaldiçoado por uma cobra mítica                                                                                     |
| Persons of Interest                                                      | Ralston Jover                                 | Filipinas                               | Crime, Drama                    | Allen Dizon, Liza Lorena, Dimples Romana, Alfonso Yñigo Delen, Cecile Yumul, Lowell Conales                               | Um homem tem duas personalidades: um cozinheiro cego acusado de matar seu amante; e o amigo imaginário de seu filho                                                                 |
| Piedade                                                                  | Cláudio Assis                                 | Brasil                                  | Drama                           | Matheus Nachtergaele, Fernanda Montenegro, Cauã Reymond, Irandhir Santos, Gabriel Leone                                   | As vidas de habitantes de uma pequena cidade são abaladas pela chegada de uma companhia petrolífera                                                                                 |
| Pier Kids: The Life                                                      | Elegance Bratton                              | EUA                                     | Documentário                    | Krystal Dixon, DeSean Irby, Krystal LaBeija, Jusheem Thorne                                                               | Sobre a juventude LGBT sem-teto que se congrega em um píer em Nova Iorque |
| Pig Hag                                                                  | Colby Holt, Sam Probst                        | EUA                                     | Comédia                         | Anna Schlegel, Tony Jacksha, Nate Stoner, Alex Myerchin, Maxwell Esposito, Pete Zias                                      | Uma enfermeira pede conselhos aos seus amigos gays quando o homem que ela gosta a ignora                                                                                            |
| Pisnicht: The Movie                                                      | Nicolaas Veul                                 | Países Baixos                           | Documentário                    | Nicolaas Veul | O diretor explora o impacto da linguagem homofóbica em seu país |
| Plastic Boy                                                              | Sam Plommer                                   | Reino Unido                             | Comédia                         | Sam Plommer, Sofie Bland, Victoria Muldoon, Ross McNamara, Sam Toller                                                     | Um homem tenta atrair o cara de quem gosta e espera uma mensagem de seu ex enquanto se afasta de sua melhor amiga                                                                   |
| Poised                                                                   | Robert Cairns                                 | Reino Unido                             | Drama                           | Luca Calvani, Johanna Taylor, Yiannis Alexiou                                                                             | Um imigrante gay em Londres explora o significado do amor |
| Polityka                                                                 | Patryk Vega                                   | Polônia                                 | Drama                           | Iwona Bielska, Marcin Bosak, Janusz Chabior, Andrzej Grabowski, Wojciech Kalinowski                                       | Retrata cenas recentes do mundo político polonês |
| Pólvora en el Corazón                                                    | Camila Urrutia                                | Guatemala, Espanha                      | Drama                           | Vanessa Hernández, Andrea Henry, Mauricio González                                                                        | Duas moças são atacadas por uma trupe circense e uma tenta impedir que a namorada procure vingança                                                                                  |
| Porno                                                                    | Keola Racela                                  | EUA                                     | Terror, Comédia                 | David Arrow, Evan Daves, Blake French, Jillian Mueller, Amber Paul, Katelyn Pearce                                        | Adolescentes de uma pequena cidade cristã descobrem um filme misterioso e acabam libertando uma súcubo                                                                              |
| Port Authority                                                           | Danielle Lessovitz                            | EUA                                     | Drama                           | Fionn Whitehead, Leyna Bloom, McCaul Lombardi, Devon Carpenter, Eddie Bloom, Louisa Krause                                | Um jovem se apaixona por uma mulher trans e é introduzido à cultura LGBT |
| Portrait de la jeune fille en feu                                        | Céline Sciamma                                | França                                  | Histórico, Drama                | Noémie Merlant, Adèle Haenel, Luàna Bajrami, Valeria Golino                                                               | Sobre um caso de amor proibido entre uma aristocrata e a pintora contratada para retratá-la sem seu conhecimento na França do final do século XVIII                                 |
| Portraits                                                                | Stephanie Paris                               | EUA                                     | Terror, Mistério                | Olivia Bellafontaine, Jack Bennett, Camille Calvin, Paola Carleo, Elissa Dowling                                          | Uma adaptação moderna do romance Carmilla de Sheridan Le Fanu |
| Prescience                                                               | James Helsing                                 | EUA                                     | Romance, Suspense               | Rene Mena, Mike C. Manning, Vannessa Vasquez, Linda Gray, Eric Roberts                                                    | Um advogado tem que lidar com sua sexualidade, um namorado misterioso, desemprego, e um segredo de infância de seus pais                                                            |
| A Primeira Tentação de Cristo                                            | Rodrigo Van Der Put                           | Brasil                                  | Comédia                         | Gregório Duvivier, Fábio Porchat, Antonio Tabet, Evelyn Castro, Rafael Portugal, Thati Lopes                              | |
| Primos                                                                   | Thiago Cazado, Mauro Carvalho                 | Brasil                                  | Comédia, Drama                  | Thiago Cazado, Paulo Sousa, Juliana Zancanaro, Denis Camargo, Eduarda Esteves                                             | |
| El príncipe                                                              | Sebastián Muñoz                               | Chile                                   | Drama                           | Alfredo Castro, Juan Carlos Maldonado, Gastón Pauls                                                                       | Nos anos 70, um jovem presidiário busca proteção ao desenvolver um relacionamento com o homem mais respeitado da prisão                                                             |
| Prouve que tu es Gay                                                     | Rémi Lange                                    | França                                  | Documentário                    | Kassim Traoré, Didier, Mamady Komnou, Sama Achir, Jean-Yves Brunel                                                        | Sobre pessoas LGBT fugindo da violência em seu país ao procurar asilo na França |
| Psykosia                                                                 | Marie Grahtø                                  | Dinamarca                               | Drama                           | Victoria Carmen Sonne, Lisa Carlehed, Trine Dyrholm, Diem Camille Gbogou, Sally Maersk, Emma Nymann                       | Uma pesquisadora é convidada para tratar uma paciente suicida em um hospital psiquiátrico e as duas acabam formando um forte laço                                                   |
| Punkt zapalny                                                            | Wojtek Jankowski                              | Polônia                                 | Documentário                    | Julita Wójcik | Sobre a instalação Tęcza em Varsóvia, um arco-íris que era constantemente vandalizado                                                                                               |
| A Quarta Parede                                                          | Hudson Senna                                  | Brasil                                  | Drama                           | Stella Abreu, Lucila Miranda Araujo, Jair Assumpção, Nathalia Bacci, Jota Barletta, Raphael Bertholini                    | Um ator decide se vingar depois de ser removido do elenco da peça Entre Quatro Paredes de Jean-Paul Sartre                                                                          |
| Que os olhos ruins não te enxerguem                                      | Roberto Maty, Thabata Vecchio                 | Brasil                                  | Documentário                    | NeneSurreal, Ca Jota, Vicky Flawless, João Paulo, Kairos Castro, Milena Marine                                            | |
| Queen of Lapa                                                            | Theodore Collatos, Carolina Monnerat          | Brasil                                  | Documentário                    | Luana Muniz | Sobre Luana Muniz, mulher trans atriz de cabaré, ativista, e profissional do sexo orgulhosa                                                                                         |
| Queen of the Capital                                                     | Josh Davidsburg                               | EUA                                     | Documentário                    | Muffy Blake Stephyns | Burocrata do departamento de trabalho durante o dia e drag queen durante a noite |
| The Queens                                                               | Adrienne Gruben                               | Canadá                                  | Documentário                    | Alaska Thunderfuck, Jinkx Monsoon, Katya, Sharon Needles, Ginger Minj, Manila Luzon                                       | Segue dois anos na vida de quatro drag queens mundialmente populares e explora a presença trans nessa comunidade                                                                    |
| Queer Coolie-tudes                                                       | Michelle Mohabeer                             | Canadá                                  | Documentário                    | | Sobre as vidas, famílias, e identidades de pessoas da diáspora indo-caribenha da comunidade LGBT canadense                                                                          |
| Queer & Fier(ce)                                                         | Nneka Onuorah, Giselle Bailey                 | França                                  | Documentário                    | Kiddy Smile, Habibitch Mizrahi                                                                                            | Segue um cantor e seus amigos, todos imigrantes, pelo mundo dos bailes LGBT de Paris                                                                                                |
| Queer Genius                                                             | Chet Catherine Pancake                        | EUA                                     | Documentário                    | Barbara Hammer, Eileen Myles, Jibz Cameron, Rasheedah Phillips, Camae Ayewa/Moor Mother                                   | Examina a vida criativa de artistas experimentais queer |
| Queer Japan (クィア・ジャパン)                                           | Graham Kolbeins                               | Japão, EUA                              | Documentário                    | Hiroshi Hasegawa, Tomato Hatakeno, Leslie Kee, Atsushi Matsuda, Junko Mitsuhashi, Saeborg                                 | Uma visão pela cultura LGBT do Japão contemporâneo |
| Queering the Script                                                      | Gabrielle Zilkha                              | Canadá                                  | Documentário                    | | Sobre a representação LGBT na mídia |
| Ranchlands                                                               | David Lewis                                   | EUA                                     | Drama                           | Nick Molari, Burton Binder, Philip Rossi, Zachary Beck, Kim Marie Cooper, Ben Whalen                                      | Um homem gay retorna à sua família cristã para cuidar de seu irmão com câncer cerebral e se envolve com um rancheiro                                                                |
| Random Is My Favourite Colour                                            | Stuart Gillies                                | Canadá                                  | Documentário                    | Lyle Reimer | Sobre a vida e obra do artista Lyle XOX |
| Les reines de la nuit                                                    | Christiane Spiero                             | França                                  | Documentário                    | Philippe Benhamou, Romain Brau, Maxime Sartori, Xavier Barboteu, Antoine d'Oria, Bruno Pérard                             | [ 326 ] |
| Reiwa Uprising (れいわ一揆)                                              | Kazuo Hara                                    | Japão                                   | Documentário                    | Ayumi Yasutomi, Tarô Yamamoto, Eiko Kimura, Tsuneki Onishi Yoshimasa Nohara, Chihiro Tsujimura                            | Segue uma professora trans da Universidade de Tóquio que lança sua campanha eleitoral para a Dieta do Japão                                                                         |
| Relish                                                                   | Justin Ward                                   | EUA                                     | Comédia                         | Mateus Ward, Tyler DiChiara, Rio Mangini, Hana Hayes, Chelsea Zhang, Camaron Engels                                       | Cinco adolescentes desajustados escapam um centro de tratamento, liderados um jovem trans rebelde                                                                                   |
| Resistència trans                                                        | Clàudia Reig                                  | Espanha                                 | Documentário                    | | As diferentes histórias de transição de gênero de uma atriz e uma veterana |
| Rettet das Feuer                                                         | Jasco Viefhues                                | Alemanha                                | Documentário                    | Jürgen Baldiga, Michael Brynntrup, Aron Neubert, Axel Wippermann                                                          | O fotógrafo e artista Jürgen Baldiga luta contra a AIDS na Berlim de 1993 |
| Rialto                                                                   | Peter Mackie Burns                            | Irlanda, Reino Unido                    | Drama                           | Tom Vaughan-Lawlor, Tom Glynn-Carney, Monica Dolan, Sophie Jo Wasson, Scott Graham                                        | Um homem casado e com uma relação difícil com seus filhos adolescentes solicita sexo a um jovem                                                                                     |
| Right Near the Beach                                                     | Gibrey Allen                                  | Jamaica                                 | Drama                           | Granville Allen, Gibrey Allen, Andrew Allen, Carem Baker, Anthony Allen                                                   | Quando um velocista famoso é assassinado, surgem rumores sobre sua vida privada |
| Riot Girls                                                               | Jovanka Vuckovic                              | Canadá                                  | Ação, Ficção Científica         | Madison Iseman, Paloma Kwiatkowski, Munro Chambers, Jenny Raven                                                           | Em uma cidade dominada por gangues adolescente rivais, onde um vírus matou todos os adultos, um casal lésbico tem que atravessar linhas inimigas para resgatar o irmão de uma delas |
| Ripples of Water                                                         | Aj Ciccotelli                                 | EUA                                     | Drama                           | Doug Bollinger, Jonathan Tierney, Phil Korz, Gian Carlo Durland                                                           | No dia de seu aniversário, um homem recém solteiro e deprimido conhece um estranho misterioso                                                                                       |
| La rivoluzione                                                           | Joseph Troia                                  | Itália                                  | Drama                           | Vittorio Nastri, Giulia Schiavo, Paolo Marco Caterino                                                                     | Dois garotos e uma garota cometem um ato de violência em nome de seus ideais |
| Road of Bygones                                                          | Astrid Ovalles                                | EUA                                     | Drama                           | Astrid Ovalles, Suzanne Sadler, Oriana Oppice, Sarah Jo Ovalles                                                           | Duas mulheres embarcam em uma viagem para buscar as cinzas de uma figura de seus passados                                                                                           |
| Rocketman                                                                | Dexter Fletcher                               | Reino Unido                             | Musical, Biográfico             | Taron Egerton, Jamie Bell, Richard Madden, Bryce Dallas Howard, Stephen Graham, Charlie Rowe                              | Baseado na vida de Elton John |
| A Rosa Azul de Novalis                                                   | Rodrigo Carneiro, Gustavo Vinagre             | Brasil                                  | Documentário                    | Marcelo Diorio | |
| Roubaix, une lumière                                                     | Arnaud Desplechin                             | França                                  | Crime, Drama                    | Léa Seydoux, Sara Forestier, Roschdy Zem, Antoine Reinartz, Sébastien Delbaere, Elléonore Lemattre                        | trad. Roubaix, Misericórdia Um delegado do norte da França tenta desvendar o assassinato de uma idosa                                                                               |
| Un rubio                                                                 | Marco Berger                                  | Argentina                               | Drama                           | Gaston Re, Alfonso Barón, Malena Irusta, Ailín Salas, Charly Velasco, Justo Calabria                                      | Sobre o relacionamento entre dois homens nos subúrbios de Buenos Aires |
| SaF05                                                                    | Charlotte Prodger                             | Reino Unido                             | Documentário, Experimental      | | A busca por uma rara leoa de juba que constrói uma reflexão sobre mobilidade e desejo queer                                                                                         |
| Saint Frances                                                            | Alex Thompson                                 | EUA                                     | Drama                           | Kelly O'Sullivan, Charin Alvarez, Braden Crothers, Ramona Edith Williams                                                  | [ 339 ] |
| Saint Maud                                                               | Rose Glass                                    | Reino Unido                             | Terror                          | Morfydd Clark, Jennifer Ehle, Lily Knight, Lily Frazer, Turlough Convery, Rosie Sansom                                    | Uma jovem enfermeira religiosa é contratada para cuidar de uma dançarina hedonística com uma doença crônica                                                                         |
| Saitankyori wa mawari kudokute (最短距離は回りくどくて)                  | Daisuke Yamanouchi                            | Japão                                   | Drama, Erótico                  | Ryohei Shioguchi, Yasushi Takemoto                                                                                        | Um jovem endividado se prostitui e reencontra seu antigo professor, a quem ele tinha rejeitado                                                                                      |
| Sal y pimienta                                                           | Miriam Herrero del Valle                      | Argentina, Espanha                      | Drama                           | Alma Digorado, Andrea Digorado, María José Figueroa, Doris Petroni, Claudio Santorelli                                    | A celebração dos 80 anos de sua matriarca reúne várias mulheres da mesma família |
| Salir del ropero                                                         | Ángeles Reiné                                 | Espanha, Portugal                       | Comédia                         | Rosa María Sardà, Verónica Forqué, Ingrid García-Jonsson, David Verdaguer, Candela Peña, Mónica López                     | Uma advogada se prepara para se casar com o herdeiro de uma família conservadora quando sua avó revela que também se casará: com uma mulher                                         |
| Same But Different: A True New Zealand Love Story                        | Nikki Si’ulepa                                | Nova Zelândia                           | Comédia, Romance                | Robyn Paterson, Hannah Martin, Michele Hine, Luci Hare, Simon Mead, Terangi Brown                                         | Uma mãe solteira se apaixona por uma cineasta samoana |
| Santos                                                                   | Alejo Fraile                                  | Argentina                               | Drama                           | Franco Stella, Lion Bagnis, Natalia Canaro, Heinz K. Krattiger, Cristian Jensen                                           | Irmão e irmã adolescentes de uma família religiosa são seduzidos pelo mesmo homem                                                                                                   |
| Satsujinki o kau onna (殺人鬼を飼う女)                                   | Hideo Nakata                                  | Japão                                   | Terror, Suspense, Erótico       | Rin Asuka, Shoka Oshima, Airi Matsuyama, Nakatani Hitomi, Kenji Mizuhashi, Mutsuo Yoshioka                                | [ 346 ] |
| Sayonara kuchibiru (さよならくちびる)                                    | Akihiko Shiota                                | Japão                                   | Romance, Drama                  | Nana Komatsu, Mugi Kadowaki, Ryô Narita, Akinobu Shinoyama, Marika Matsumoto, Takaya Aoyagi                               | Um triângulo amoroso se forma quando uma dupla de cantoras contrata um belo roadie                                                                                                  |
| Scream, Queen! My Nightmare on Elm Street                                | Roman Chimienti, Tyler Jensen                 | EUA                                     | Documentário                    | Mark Patton, Cecil Baldwin, Robert Englund                                                                                | Examina o subtexto homoerótico do filme A Nightmare on Elm Street 2 |
| Seahorse                                                                 | Jeanie Finlay                                 | Reino Unido                             | Documentário                    | Freddy McConnell | Segue a jornada de paternidade de um homem trans que decide gestar seu filho |
| Searching Eva                                                            | Pia Hellenthal                                | Alemanha                                | Documentário                    | Eva Collé, Roman Holiday, Pietro Zambello, Grace Myron                                                                    | Uma jovem transforma sua procura por sua identidade em um espetáculo público |
| Season of Love                                                           | Christin Baker                                | EUA                                     | Comédia, Romance                | Dominique Provost-Chalkley, Emily Goss, Jessica Clark, Janelle Marie, Carlin James, Elana Krausz                          | Segue três bem diferentes casais de mulheres no clima do Natal e Ano-novo |
| Seattle’s QTPOC Music Scene                                              | Momma Nikki                                   | EUA                                     | Documentário                    | | Sobre a cultura musical queer de Seattle |
| Segunda estrella a la derecha                                            | Ruth Caudeli                                  | Colômbia                                | Drama                           | Lorena Castellanos, Andrés Jiménez, Alejandra Lara, Gina Medina, Tatiana Renteria                                         | Uma atriz bissexual na casa dos 30 tenta se encaixar no 'mundo perfeito' de seus amigos                                                                                             |
| Sell By                                                                  | Mike Doyle                                    | EUA                                     | Comédia, Romance                | Scott Evans, Augustus Prew, Michelle Buteau, Colin Donnell, Jiho Kahng, Zoe Chao                                          | Também conhecido como Almost Love Seis amigos tentam manter suas vidas profissionais e seus relacionamentos amorosos equilibrados                                                   |
| Sequin In A Blue Room                                                    | Samuel Van Grinsven                           | Austrália                               | Drama                           | Conor Leach, Simon Croker, Jeremy Lindsay Taylor, Anthony Brandon Wong                                                    | Um adolescente procura encontros com homens mais velhos através de um aplicativo |
| Serviced                                                                 | Charlie David, Nickolaos Stagias              | Canadá                                  | Documentário                    | Zane Barratt, Jorge Cantor, Niko Contreras, Shazad Hai, Oscar Moreno                                                      | [ 356 ] |
| Seus Ossos e Seus Olhos                                                  | Caetano Gotardo                               | Brasil                                  | Drama                           | Caetano Gotardo, Carlos Escher, Carlota Joaquina, Larissa Siqueira, Malu Galli, Marina Tranjan                            | Um cineasta de classe média passa por uma série de encontros e desencontros |
| Sex Club 101                                                             | Charlie David                                 | Canadá                                  | Documentário                    | Carlyle Jansen, Nigel March, Luna Matatas                                                                                 | Explora a etiqueta e a vida diária em clubes do sexo |
| Sex, Sin & 69                                                            | Sarah Fodey                                   | Canadá                                  | Documentário                    | Fawzia Mirza | Uma retrospectiva histórica da decisão do governo canadense de descriminalizar a homossexualidade em 1969                                                                           |
| Shanghai Queer                                                           | Xiangqi Chen                                  | China                                   | Documentário                    | | Sobre a luta por direitos da comunidade LGBT de Xangai |
| Shelter: Farewell to Eden                                                | Enrico Masi                                   | Itália, França                          | Documentário                    | Pepsi, Gabriel James Patiag, Catherine Wihtol de Wenden                                                                   | Antes um membro da Frente Moro de Libertação Islâmica, uma mulher filipina trans se refugia na Europa                                                                               |
| Show Me What You Got                                                     | Svetlana Cvetko                               | EUA                                     | Drama                           | Cristina Rambaldi, Neyssan Falahi, Mattia Minasi, Anne Brochet, Karen Obilom, Daphne Di Cinto                             | Um homem rico conhece um ator sincero e uma artista de luto e os três exploram sua sexualidade                                                                                      |
| The Show Must Go On: The Queen + Adam Lambert Story                      | Christopher Bird, Simon Lupton                | Reino Unido, EUA                        | Documentário                    | Adam Lambert, Brian May, Roger Taylor, Rami Malek, Joe Jonas, Simon Cowell                                                | Mostra como o cantor Adam Lambert se tornou vocalista da banda Queen |
| Si los meses siguen                                                      | Javiera Hernández Köhler                      | Chile                                   | Drama                           | Daniela Estay, Alejandra Araya, Samuel González, Martina Sivori, Catalina González, Julieta Quintana                      | Uma mulher travando uma batalha contra si mesma decide dar sua filha não-nascida em adoção para seus vizinhos gays                                                                  |
| Siberia and Him                                                          | Viatcheslav Kopturevskiy                      | Rússia, EUA                             | Romance, Drama                  | Ilya Shubochkin, Viatcheslav Kopturevskiy, Anastasia Voskresenskaya                                                       | Dois homens se apaixona em uma pequena cidade da Sibéria |
| Sila-Sila                                                                | Giancarlo Abrahan                             | Filipinas                               | Drama                           | Gio Gahol, Topper Fabregas, Bart Guingona, Phi Palmos, Adrienne Vergara                                                   | Um homem retorna a Manila e é forçado a confrontar sua antiga vida, amigos, e seu ex em uma reunião do ensino médio                                                                 |
| Singel 39                                                                | Frank Krom                                    | Países Baixos                           | Comédia, Romance                | Lies Visschedijk, Waldemar Torenstra, Loes Haverkort, Eva van de Wijdeven, Gerard Cox, Steyn de Leeuwe                    | A vida de uma cirurgiã cardiovascular focada em seu trabalho muda quando um artista gay extrovertido vira seu vizinho                                                               |
| Six Characters in Search of a Play                                       | Emerson Collins                               | EUA                                     | Drama                           | Del Shores | [ 368 ] |
| So Pretty                                                                | Jessica Dunn Rovinelli                        | EUA                                     | Drama                           | Edem Dela-Seshie, Thomas Love, Rachika S, Jessica Dunn Rovinelli, Phoebe DeGroot, Arlene Gregoire                         | Quatro jovens queer tentam sobreviver na Nova Iorque dos anos 80 |
| Sophie/Jerzy                                                             | Johnny Brillantes                             | EUA                                     | Drama, Romance                  | Melissa Jane Rodriguez, Michael DeCamp, Kelly Boardman, Hayley Honeycutt, Sondra Selhorn, Dean Pisano                     | Depois de noites dormindo em seu carro, uma jovem vai morar com seu primo |
| Sous la peau                                                             | Robin Harsch                                  | Suíça                                   | Documentário                    | | Segue a transição de gênero de três jovens |
| Spiral                                                                   | Kurtis David Harder                           | Canadá                                  | Terror, Mistério                | Jeffrey Bowyer-Chapman, Ari Cohen, Jennifer Laporte, Lochlyn Munro, Chandra West                                          | Um casal gay se muda para uma cidade pequena com sua filha adolescente, mas nada é o que parece em sua calma vizinhança                                                             |
| Spit and Ashes                                                           | Maria Beatty                                  | EUA, Alemanha, Suíça                    | Fantasia, Mistério              | Sadie Lune, Dion de Rossi, Daniel Maszkowicz, Lydia Lunch                                                                 | Reimagina a violência histórica contra as mulheres em nome da religião, medicina, e família                                                                                         |
| Standing on the Line                                                     | Paul-Émile d'Entremont                        | Canadá                                  | Documentário                    | Anastasia Bucsis, David Testo                                                                                             | Sobre a luta contra a homofobia no meio esportivo |
| State of Pride                                                           | Rob Epstein, Jeffrey Friedman                 | EUA                                     | Documentário                    | Troye Sivan, Raymond Braun, Heklina                                                                                       | Um olhar sobre o orgulho LGBT através da geração mais jovem |
| Steam Room Stories: The Movie                                            | J.C. Calciano                                 | EUA                                     | Comédia                         | Chris Boudreaux, Paris Dylan, Bob Rumnock, Forrest Hoffman, Eric D'Agostino, Isaiah Lucas                                 | Uma magnata dos cosméticos determinada a comprar uma sauna terá que enfrentar os defensores do lugar                                                                                |
| Steven Arnold: Heavenly Bodies                                           | Vishnu Dass                                   | EUA                                     | Documentário                    | Steven Arnold, Anjelica Huston, Ellen Burstyn, Simon Doonan, Holly Woodlawn                                               | A vida surreal e a obra de Steven Arnold, americano artista multimídia, fotógrafo, e cineasta protegido de Salvador Dalí                                                            |
| Stories of Intersex and Faith                                            | Paul van Ness                                 | EUA                                     | Documentário                    | | Cinco histórias sobre pessoas intersexo e suas diferentes fés |
| Straight Up                                                              | James Sweeney                                 | EUA                                     | Comédia                         | Katie Findlay, James Sweeney, Dana Drori, James Scully, Joshua Diaz, Tracie Thoms                                         | Cansado de encontros decepcionantes, um homem gay decide dar uma chance para uma mulher                                                                                             |
| Stray Dolls                                                              | Sonejuhi Sinha                                | EUA                                     | Crime, Drama                    | Geetanjali Thapa, Olivia DeJonge, Robert Aramayo, Cynthia Nixon, Samrat Chakrabarti, Shiloh Verrico                       | Uma jovem imigrante indiana fugindo de uma vida de crime trabalha em um motel e se aproxima de sua colega de quarto                                                                 |
| Strip and War (Стриптиз и война)                                         | Andrei Kutsila                                | Bielorrússia, Polônia                   | Documentário                    | | Sobre uma família que consiste de um avó militar aposentado e seu neto stripper |
| Suk Suk (叔．叔)                                                         | Ray Yeung                                     | Hong Kong, China                        | Romance, Drama                  | Tai Bo, Ben Yuen, Au Ga Man Patra, Lo Chun Yip, Lam Yiu Sing, Kong To                                                     | A história de amor entre dois idosos, um taxista e um pai solteiro |
| The Sunday Sessions                                                      | Richard Yeagley                               | EUA                                     | Documentário                    | Christopher Doyle, Nathan Gniewek                                                                                         | A identidade de um jovem religioso é questionada quando ele faz terapia de conversão sexual                                                                                         |
| Sunny Boy                                                                | Sara Moralo                                   | Reino Unido                             | Documentário                    | | Um retrato de um homem gay indiano em Londres |
| Super Deluxe (சூப்பர் டீலக்ஸ்)                                                 | Thiagarajan Kumararaja                        | Índia                                   | Suspense, Comédia, Drama, Crime | Vijay Sethupathi, Fahadh Faasil, Samantha Akkineni, Ramya Krishnan, Mysskin, Gayathrie Shankar                            | Uma esposa infiel, um padre, um pai abastado, e um filho raivoso se encontram em uma situação inesperada                                                                            |
| Swingers                                                                 | Stig Frode Henriksen, Andrejs Ekis            | Noruega                                 | Comédia                         | Zahid Ali, Evy Kasseth Røsten, Aleksandra Orbeck-Nilssen, Mikkel Bratt Silset, Morten Ramm, Kristine Ullebø               | Dois casais cansados de suas rotinas decidem se encontrar para uma troca de casais                                                                                                  |
| Sword of Trust                                                           | Lynn Shelton                                  | EUA                                     | Comédia                         | Marc Maron, Jon Bass, Michaela Watkins, Jillian Bell, Toby Huss, Dan Bakkedahl                                            | |
| The Sympathy Card                                                        | Brendan Boogie                                | EUA                                     | Drama                           | Nika Ezell Pappas, Petey Gibson, Lauren Neal                                                                              | Uma mulher com câncer terminal pede que sua namorada encontre outra pessoa enquanto ainda pode aprovar sua escolha                                                                  |
| Synonymes                                                                | Nadav Lapid                                   | França, Alemanha, Israel                | Comédia, Drama                  | Tom Mercier, Louise Chevillotte, Quentin Dolmaire, Léa Drucker, Uria Hayik, Olivier Loustau                               | Um jovem israelense vai a Paris com seu dicionário francês para fugir de sua nacionalidade                                                                                          |
| T.I.M: This is Me                                                        | Peter Heppelthwaite                           | Reino Unido                             | Drama                           | Melvyn Hayes, Jerry Anderson, Nikitas Stamoulis                                                                           | O dono de uma boate de striptease luta para lidar com sua sexualidade |
| Taipeilove*                                                              | Lucie Liu                                     | Alemanha                                | Documentário                    | Victoria Hsu, Kevin Lee, Wayne Lin, Jennifer, David Luo, Yu Mei Nu                                                        | Detalha a percepção da homossexualidade na sociedade taiwanesa, com foco em Taipé                                                                                                   |
| También Hablan                                                           | Lídia Titos García                            | Espanha                                 | Documentário                    | Sergio Arriba | Crianças de famílias homparentais falam sobre seu dia-a-dia |
| The Teacher (我的靈魂是愛做的)                                           | Ming-Lang Chen                                | Taiwan                                  | Drama                           | Oscar Chiu, Winnie Shih-Ying Chang                                                                                        | Também conhecido como My Soul is Made of Love Um jovem professor gay se apaixona por um homem soropositivo casado                                                                   |
| Temblores                                                                | Jayro Bustamante                              | Guatemala, França, Luxemburgo           | Drama                           | Juan Pablo Olyslager, María Telón, Diane Bathen, Mauricio Armas, Sabrina De La Hoz, Rui Frati                             | trad. Tremores Um pai evangélico abala sua família e comunidade ao sair do armário                                                                                                  |
| Tente entender o que tento dizer                                         | Emilia Silveira                               | Brasil                                  | Documentário                    | | Acompanha o cotidiano de seis pessoas soropositivas de diferentes classes sociais, profissões, orientações sexuais e religiosas                                                     |
| Thanks to Hank                                                           | Bob Ostertag                                  | EUA                                     | Documentário                    | Blackberri, Lea DeLaria, Gerry Kirby, Bob Ostertag, Donna Lisa Stewart, Hank Wilson                                       | Homenagem ao ativista LGBT Hank Wilson, figura chave do movimento de libertação gay em São Francisco dos anos 70 e 80                                                               |
| Theresa & Allison                                                        | Jeremiah Kipp                                 | EUA                                     | Fantasia, Terror, Drama         | Arielle Hope, Sarah Schoofs, Alyson Danielczuk, Charles D. Lincoln, Alexandra Frantsevich                                 | Uma jovem entra em um mundo violento ao ser tentada por uma bela imortal |
| The Third Gender: Love was born in hell                                  | Belal Haidar                                  | Síria                                   | Documentário                    | | Sobre a comunidade LGBT síria |
| Þorsti                                                                   | Gaukur Úlfarsson, Steinþór Hróar Steinþórsson | Islândia                                | Comédia, Terror                 | Hjörtur Sævar Steinason, Hulda Lind Kristinsdóttir, Jens Jensson                                                          | trad. Príncipe da Escuridão Uma viciada acusada de matar o irmão e um vampiro gay lutam contra um culto                                                                             |
| Through the Windows                                                      | Bret ‘Brook’ Parker, Petey Barma              | EUA                                     | Documentário                    | | Celebra o bar Twin Peaks, um dos destaques do famoso distrito Castro fundado nos anos 70, point para a comunidade gay                                                               |
| Thưa Mẹ Con Đi                                                           | Trinh Dinh Le Minh                            | Vietnã                                  | Drama, Romance                  | Lãnh Thanh, Võ Điền Gia Huy, Hồng Đào, Hồng Ánh, Lê Thiện, Thanh Tú                                                       | Um jovem retorna à cidade de Ho Chi Minh com seu namorado para rever sua mãe |
| Tito                                                                     | Grace Glowicki                                | Canadá                                  | Drama, Comédia                  | Grace Glowicki, Benjamin Petrie                                                                                           | Um jovem tenta escapar de seus perseguidores e acaba fazendo amizade com um intruso                                                                                                 |
| Tlamess (طلامس)                                                          | Ala Eddine Slim                               | França, Tunísia                         | Drama                           | Abdullah Miniawy, Khaled Ben Aissa, Souhir Ben Amara                                                                      | [ 402 ] |
| To Be Out Here                                                           | Emily McCarty                                 | Canadá                                  | Documentário                    | | Pessoas trans e de gênero flúido de Yukon encontram uma comunidade que os aceita no norte rural do país                                                                             |
| To the Stars                                                             | Martha Stephens                               | EUA                                     | Drama, Histórico                | Kara Hayward, Liana Liberato, Malin Åkerman, Shea Whigham, Tony Hale, Lucas Jade Zumann                                   | Em uma pequena cidade na Oklahoma dos anos 60, uma adolescente começa uma amizade íntima com a garota recém chegada                                                                 |
| To tholami (Το θολάμι)                                                   | Vassilis Noulas                               | Grécia                                  | Crime, Drama                    | Despina Chatzipavlidou, Vicky Kiriakoulakou, Nikos Sambalis                                                               | Também conhecido como The Lair Segue o último dia de uma mulher membro de uma facção terrorista                                                                                     |
| Tödliches Spiel um die Macht - Edward II. von England                    | André Schäfer                                 | Alemanha                                | Documentário, Histórico         | Kathryn Warner, Seymour Phillips, Christopher Given-Wilson, Jürgen Sarnowsky, Klaus von Eickels                           | Sobre a suposta homossexualidade de Eduardo II da Inglaterra |
| Todos cambiamos                                                          | Arturo Montenegro                             | Panamá                                  | Drama                           | Arantxa de Juan, Gaby Gnazzo, Jassiel, Juan José De Abreu, Gretel Roux, Gina Faarup Cochez                                | Uma família não sabe o que fazer quando seu patriarca decide ter uma cirurgia de redesignação sexual                                                                                |
| Todo mundo quer saber com quem você se deita                             | Beatriz Zilberman                             | Brasil                                  | Documentário                    | | Mulheres e homens trans, drag queens e kings, trabalhadores, e universitários falam sobre gênero, sexualidade, e identidade na sociedade contemporânea                              |
| Tootsies & The Fake (ตุ๊ดซี่ส์แอนด์ เดอะเฟค)                                   | Kittiphak Thongauam                           | Tailândia                               | Comédia                         | Araya A. Hargate, Pattarasaya Kreuasuwansri, Charoensook Paopetch, Chanyachirawong Rathanand, Thongkanthom Thongchai      | Depois de acidentalmente apagar uma celebridade, um grupo de gays e kathoeys decidem evitar um processo ao substituí-la com uma sósia                                               |
| Topp 3                                                                   | Sofie Edvardsson                              | Suécia                                  | Animação, Comédia, Romance      | Eric Ernerstedt, Jonas Jonsson, Caroline Johansson Kuhmunen                                                               | Um homem que adora fazer listas se apaixona por outro com objetivos diferentes |
| Toutes les Vies de Kojin                                                 | Diako Yazdani                                 | França, Alemanha, Iraque                | Documentário                    | Kojin | Um refugiado político retorna ao Curdistão e introduz um jovem gay à sua família |
| Trade                                                                    | Trae Briers                                   | EUA                                     | Drama                           | Breon Ansley, Kaydence Briers, Chris Bryant, Robert Catrini, Marlynne Frierson Cooley, Tiffany Fallon                     | A relação reveladora entre um prostituto malandro e um advogado sério |
| Transamazonia                                                            | Renata Taylor, Débora Mcdowell, Bea Morbach   | Brasil                                  | Drama                           | Melissa Gabriela, Marcelly Roberts                                                                                        | Segue duas mulheres trans, uma jovem mãe estudante de direito do Pará e uma mais velha desempregada do Amazonas                                                                     |
| Transfinite                                                              | Neelu Bhuman                                  | EUA                                     | Fantasia, Drama                 | Shay Angelo Acevedo, Liz Anderson, Ryka Aoki, Blossom C. Brown, Cooper Chow, Skyler Cooper                                | Um compilado de sete histórias sobre pessoas sobrenaturais queer de várias culturas diferentes                                                                                      |
| Transgender Nation                                                       | Philip Gardiner                               | EUA                                     | Documentário                    | Jason Dillard, John Felton, Desiree Jackson                                                                               | [ 415 ] |
| Transkids                                                                | Hilla Medalia                                 | Israel                                  | Documentário                    | Romy Abergel, Noam Kaniel, Liron Matzas, Ofri Shemesh                                                                     | Quatro adolescentes passam por sua transição de gênero em uma sociedade militarista                                                                                                 |
| Trapped: The Alex Cooper Story                                           | Jeffrey G. Hunt                               | EUA                                     | Drama                           | Addison Holley, Sarah Booth, Ian Lake, Steve Cumyn, Kate Drummond, Humberly Gonzalez                                      | Uma adolescente é enviada para uma casa de conversão sexual depois de sair do armário para seus pais mórmons                                                                        |
| Die traurigen Mädchen aus den Bergen                                     | Candy Flip, Theo Meow                         | Alemanha                                | Comédia                         | Hendrik Adams, Candy Flip, Jenz, Jochen Werner                                                                            | Mocumentário sobre quatro garotas que se isolam nas montanhas para escapar da sociedade patriarcal                                                                                  |
| Tremor Iê                                                                | Lívia de Paiva, Elena Meirelles               | Brasil                                  | Ficção Científica               | Lila M. Salú, Deyse Mara, Getúlio Abelha, Petrus de Bairros, Amanda de Oliveira, Rodrigo Fernandes                        | Duas amigas se reencontram depois de anos separadas e sequestram os restos mortais do ex-ditador Marechal Castelo Branco como moeda de troca para a libertação de presas políticas  |
| Trixie Mattel: Moving Parts                                              | Nicholas Zeig-Owens                           | EUA                                     | Documentário                    | Trixie Mattel, Katya, Kennedy Davenport, Bob the Drag Queen, BenDeLaCreme, Morgan McMichaels                              | Sobre a drag queen Trixie Mattel |
| Troop Zero                                                               | Bert & Bertie                                 | EUA                                     | Drama, Comédia                  | Mckenna Grace, Viola Davis, Allison Janney, Jim Gaffigan, Mike Epps, Edi Patterson                                        | [ 421 ] |
| True History of the Kelly Gang                                           | Justin Kurzel                                 | Austrália                               | Biográfico, Ação, Crime, Drama  | George MacKay, Russell Crowe, Nicholas Hoult, Charlie Hunnam, Essie Davis, Earl Cave                                      | trad. A Verdadeira História da Gangue de Ned Kelly Baseado na história do fora da lei australiano Ned Kelly                                                                         |
| Tu me manques                                                            | Rodrigo Bellott                               | Bolívia                                 | Drama                           | Rossy de Palma, Rick Cosnett, Oscar Martínez, Ana Asensio, Dominic Colón, Modesto Lacen                                   | |
| Tu mérites un amour                                                      | Hafsia Herzi                                  | França                                  | Comédia, Drama                  | Hafsia Herzi, Djanis Bouzyani, Jérémie Laheurte, Anthony Bajon, Myriam Djeljeli, Sylvie Verheyde                          | Depois de ser traída pelo namorado, uma mulher embarca em uma série de relacionamentos de curto prazo                                                                               |
| Turned Out                                                               | Tyrone Jackson                                | EUA                                     | Drama                           | Patricia c Rodriguez, Kevin A. Wall                                                                                       | Três melhores amigas enfrentam problemas em seus relacionamentos |
| The Twentieth Century                                                    | Matthew Rankin                                | Canadá                                  | Biográfico, Comédia, Drama      | Dan Beirne, Sarianne Cormier, Catherine St-Laurent, Mikhaïl Ahooja, Brent Skagford, Seán Cullen                           | Uma biografia fantasiosa e satírica de William Lyon Mackenzie King, que viria a se tornar o primeiro-ministro do Canadá                                                             |
| Two Love You                                                             | Benedict Mique                                | Filipinas                               | Comédia, Romance                | Yen Santos, Lassy Marquez, Kid Yambao                                                                                     | Uma mulher não sabe quem a engravidou, seu amigo gay ou o homem que ela conheceu recentemente                                                                                       |
| Uferfrauen - Lesbisches L(i)eben in der DDR                              | Barbara Wallbraun                             | Alemanha                                | Documentário                    | | Sobre a vida de seis lésbicas na Alemanha Oriental |
| Un uomo deve essere forte                                                | Ilaria Ciavattini, Elsi Perino                | Itália                                  | Documentário                    | Jack Tarullo | Um homem trans questiona o verdadeiro significado de 'ser homem' |
| Unsettled: Seeking Refuge in America                                     | Tom Shepard                                   | EUA                                     | Documentário                    | | Refugiados LGBT procuram por uma vida segura nos Estados Unidos |
| Unsound                                                                  | Ian Watson                                    | Austrália                               | Drama                           | Reece Noi, Yiana Pandelis, Christine Anu, Todd McKenney, Paula Duncan                                                     | Um músico desiludido se apaixona por um jovem trans que tenta salvar sua boate para surdos                                                                                          |
| UnUnited                                                                 | Brian Rose                                    | EUA                                     | Documentário                    | | Segue a luta pela inclusão LGBT na Igreja Metodista Unida |
| Variações                                                                | João Maia                                     | Portugal                                | Biográfico, Drama               | Sérgio Praia, Victoria Guerra, Filipe Duarte, Augusto Madeira, Teresa Madruga, Afonso Lagarto                             | Baseado na vida do cantor António Variações |
| Velvet Buzzsaw                                                           | Dan Gilroy                                    | EUA                                     | Terror                          | Jake Gyllenhaal, Rene Russo, Toni Collette, Zawe Ashton, Tom Sturridge, Natalia Dyer                                      | [ 432 ] |
| Vendrá la muerte y tendrá tus ojos                                       | José Luis Torres Leiva                        | Chile, Argentina, Alemanha              | Drama                           | Amparo Noguera, Julieta Figueroa, Nona Fernández, Edgardo Castro, Mariano González                                        | Duas mulheres, juntas por quase todas suas vidas, tem que lidar com a inevitável morte de uma delas                                                                                 |
| El Viaje de Mona Lisa                                                    | Nicole Costa                                  | Chile, EUA                              | Documentário                    | Iván Ojeda | Depois de 17 anos trabalhando como prostituta em Nova Iorque, uma artista trans reencontra uma antiga amiga                                                                         |
| Un viaje en taxi                                                         | C.K. Mak                                      | México, Singapura                       | Documentário                    | | 10 anos depois de ser sexualmente agredido em um táxi, um homem busca reconquistar sua vida                                                                                         |
| Vida                                                                     | María Eugenia Lombardi, Carolina Reynoso      | Argentina                               | Documentário                    | Vida Morant | Uma mulher trans reflete sobre o que significa ser mulher de acordo com a sociedade                                                                                                 |
| Village of the Missing                                                   | Michael Del Monte                             | Canadá                                  | Documentário                    | | Examina os assassinatos em série que ocorreram entre 2010 e 2017 em um bairro gay de Toronto                                                                                        |
| Vision Portraits                                                         | Rodney Evans                                  | Canadá, EUA, Alemanha                   | Documentário                    | John Dugdale, Rodney Evans, Kayla Hamilton, Ryan Knighton                                                                 | Segue a jornada do diretor, que questiona como a perda da sua visão pode impactar seu futuro criativo                                                                               |
| Vlastníci                                                                | Jirí Havelka                                  | República Checa                         | Comédia, Drama                  | Tereza Voriskova, Vojtech Kotek, Dagmar Havlová, Jirí Lábus, Pavla Tomicová, Ondrej Malý                                  | Um homem tenta convencer os outros donos de apartamento a salvar a casa onde todos moram                                                                                            |
| A Wake                                                                   | Scott Boswell                                 | EUA                                     | Drama                           | Noah Urrea, Kolton Stewart, Sofia Rosinsky, Megan Trout, Bettina Devin, Emilie Talbot                                     | Os filhos de uma família religiosa brigam com seus pais enquanto se preparam para o funeral de seu irmão                                                                            |
| Walking with Shadows                                                     | Aoife O’Kelly                                 | Nigéria, Reino Unido                    | Drama                           | Ozzy Agu, Zainab Balogun, Funlola Aofiyebi-Raimi                                                                          | Uma mulher descobre que seu marido é gay |
| We Are the Radical Monarchs                                              | Linda Goldstein Knowlton                      | EUA                                     | Documentário                    | | Sobre as Radical Monarchs, uma organização fundada em Oakland como uma alternativa ativista para as Escoteiras voltada a meninas de minorias raciais                                |
| We Were the Others                                                       | Hadas Ayalon                                  | Israel                                  | Documentário                    | | Segue a história de seis homens gay na Israel dos anos 60 e 70 |
| Webseries: The Movie                                                     | Brian Jordan Alvarez                          | EUA                                     | Comédia                         | Brian Jordan Alvarez, Stephanie Koenig, Jimmy Fowlie, Chris Riggi, Michael Strassner, Nicole Sun                          | Um grupo de quatro 'cineastas' tentam criar uma aclamada websérie |
| Welcome to the USA                                                       | Assel Aushakimova                             | Cazaquistão                             | Drama                           | Saltanat Nauruz, Aida Zhetpissova, Dinara Aliyeva, Daniyar Beisov, Kul-Sara, Sultana Bektasova                            | Depois de muito tempo tentando, uma lésbica cazaque finalmente tem seu green card aprovado, mas agora está indecisa                                                                 |
| Where’s My Roy Cohn?                                                     | Matt Tyrnauer                                 | EUA                                     | Documentário                    | Roy M. Cohn, Roger Stone, Barbara Walters, Ken Auletta, Marie Brenner                                                     | [ 446 ] |
| Where We Belong (ที่ตรงนั้น มีฉันหรือเปล่า)                                      | Kongdej Jaturanrasmee                         | Tailândia                               | Romance, Drama                  | Jennis Oprasert, Praewa Suthamphong, Kajornsak Rattananissai, Kornpassorn Ratanameathanont                                | Em sua última semana na sua cidade antes de ir estudar fora, uma jovem faz uma lista de coisas para fazer antes de ir com a ajuda de sua amiga                                      |
| Where We Go from Here                                                    | Anthony Meindl                                | EUA                                     | Drama                           | Justine Wachsberger, Raphael Desprez, Camille De Pazzis, Nicolas Berger-Vachon, Zhan Wang, Olivia Taylor Dudley           | Antologia que explora três súbitos atos de violência e como eles impactam a vida de inocentes                                                                                       |
| The Whistle                                                              | StormMiguel Florez                            | EUA                                     | Documentário                    | Monica Bergeron-Heintz, Rebecca Champion, Barbara L. Purcella, StormMiguel Florez, Bernadette Adkins, Susan Swann         | Um homem trans latinx retorna à Albuquerque para descobrir as origens do código secreto lésbico que aprendeu quando se identificava assim nos anos 80                               |
| Why Can't I Be Me? Around You                                            | Harrod Blank, Sjoerd Djik                     | EUA                                     | Documentário                    | Plymouth Harman Ansbergs, Harrod Blank, Brandi Bosier, Shevaa Deva, Pearl Gabaldon, Magdalena V. Garcia                   | Sobre um mecânico motoqueiro não-binário que começou sua transição de gênero aos 53 anos                                                                                            |
| Wig                                                                      | Chris Moukarbel                               | EUA                                     | Documentário                    | Neil Patrick Harris, Naomi Smalls, Lady Bunny, Joey Arias, Kevin Aviance, Willam Belli                                    | As origens do Wigstock, o festival drag histórico que marcava o fim do verão para a comunidade gay de Nova Iorque                                                                   |
| Wonder Boy, Olivier Rousteing, né sous X                                 | Anissa Bonnefont                              | França                                  | Documentário, Biográfico        | Olivier Rousteing | Sobre o designer Olivier Rousteing, diretor de criação da Balmain |
| Wretched Things                                                          | Gage Oxley                                    | Reino Unido                             | Drama                           | Adam Ayadi, Tommy Vilés, Warren Godman, Bruce Herbelin-Earle, Dale Monie, Jack Parr                                       | Um modelo inesperiente, um garoto de programa de webcam, e um homofóbico ambicioso fazem uma jornada hedonística                                                                    |
| XY Chelsea                                                               | Tim Travers Hawkins                           | Reino Unido                             | Documentário                    | Chelsea Manning, Susan Fox, Nancy Hollander, Vincent J. Ward, Chase Strangio, Lisa Rein                                   | A história de Chelsea Manning, mulher trans que revelou 750.000 documentos para o Wikileaks                                                                                         |
| Yeh Freedom Life                                                         | Priya Sen                                     | Índia                                   | Documentário                    | | Segue duas jovens da classe trabalhadora que lidam com a pressão de ter que se casar quando estão apaixonadas por mulheres                                                          |
| Yes                                                                      | Rob Margolies                                 | EUA                                     | Drama                           | Siobhan Fallon Hogan, Nolan Gould, Oscar Nuñez, Jenna Leigh Green, Doug Plaut                                             | Um ex-ator-mirim fracassado decide ser o mentor de um adolescente |
| Yo, adolescente                                                          | Lucas Santa Ana                               | Argentina                               | Drama                           | Renato Quattordio, Malena Narvay, Jerónimo Bosia, Thomás Lepera, Majo Chicar, Tomás Wicz                                  | Um ano na vida de um adolescente após o suicídio de seu melhor amigo |
| Yo, mi ex y sus secuestradores                                           | Javiera Fombona                               | Venezuela                               | Comédia, Ação                   | Maria Antonieta Hidalgo, Alberto Alifa, César Bencid, Sheila Monterola, Daniel Dannery                                    | Uma arquiteta tem que salvar sua ex-namorada de sequestradores |
| You Don't Nomi                                                           | Jeffrey McHale                                | EUA                                     | Documentário                    | Jeffrey Conway, Joshua Grannell, April Kidwell, Adam Nayman, Haley Mlotek, David Schmader                                 | Sobre a elevação do filme Showgirls, um completo fracasso no lançamento, a um clássico cult                                                                                         |
| Yunhui-ege (윤희에게)                                                    | Lim Dae-hyung                                 | Coreia do Sul                           | Drama                           | Kim Hee-ae, Yuko Nakamura, Kim So-hye, Seong Yu-bin, Hana Kino, Yoo Jae-myung                                             | Uma adolescente encontra e lê uma carta de remetente japonês endereçada a sua mãe                                                                                                   |